# سلجوقیان کرمان
سَلْجوقیانِ کِرمان یا آل‌قاوَرْد یا قاوَرْدیان، شاخه‌ای از سلجوقیان بودند که از حدود قرن ۵ تا اواخر قرن ۶ هجری در بخش‌هایی از کرمان و مکران حکومت می‌کردند. مؤسس این سلسله، عماد الدین قرا ارسلان قاورد بود که پس از تسلیم حاکم بویه‌ای، ابوکالیجار دیلمی، حکومت این دیار را بر عهده گرفت. در این دوران بود که برای نخستین بار حکومتی مستقل در کرمان تشکیل شد و این سرزمین از لحاظ اقتصادی، فرهنگی، علمی و ادبی به اوج قدرت خود رسید. سرانجام این حکومت پس از ۱۵۰ سال، با ورود و یورش ملک دینار، رهبر غزها سقوط کرد.
این حکومت نخستین حکومت محلی قدرتمند در منطقه کرمان و مکران است که توانست علاوه بر ثبات سیاسی و امنیتی، رونق اقتصادی را در مناطق این ایالت به وجود بیاورد. در این دوران بود که با رونق گرفتن بندرها تیس، هرمز و کیش، جادهٔ ادویه رونق گرفت و این ایالت به عنوان شاهراه این جادهٔ مهم اقتصادی توانست با شرایطی که ایجاد کرده بود، از ثروت سرشاری برخوردار شود. در باب شرایط علمی و اجتماعی، در این زمان با اهتمام شاهانی همچون محمدشاه دوم، مراکزی علمی و فرهنگی در ایالت کرمان بنا شد و با این اقدامات، کرمان که از مراکز اصلی علمی دور بود، خود مرکزی علمی در منطقهٔ جنوب شرق فلات ایران شد. از اقدامات دیگر این سلسله در زمینه علمی می‌توان به حمایت از علما، تأسیس مدارس، تشویق اهل شعر و ادب و ساخت کتابخانه‌های بزرگ اشاره کرد. این رونق علمی حتی تا عهد قراختاییان کرمان، در سدهٔ هفتم هجری ادامه داشت. همچنین در سایهٔ خاندان قاوردیان، کرمان و مکران در زمینه‌های کشاورزی، دامپروری و آبادانی و بازرگانی رشد کرد؛ که اینها خود در ادامه منجر به بهبود شرایط اقتصادی و اجتماعی نیز شدند.

## منبع‌شناسی
منابع معاصر و اولیه
- اخبار الدوله السلجوقیه یا زبده التواریخ صدرالدین حسینی، که هم‌زمان با طغرل بیک بوده، و از منابع اصلی تاریخ سلجوقیان است، که در ضبط رویدادهای برآمدن سلاجقه و طرز قدرت گرفتن طغرل و بردارانش می‌پردازد. این کتاب دقت نظر بالایی داشته و تاریخ سلجوقیان کرمان، به‌خصوص به قدرت رسیدن قاورد را شرح داده‌است.[۸]
- تاریخ آل‌سلجوق نوشته عمادالدین کاتب (۵۱۹ تا ۵۹۶ ق)، گزیده‌ای است از کتاب «نصرة الفترة و عصرة الفطرة» است، که در بردارندهٔ وقایع مهم سیاسی و اجتماعی دورهٔ سلجوقی است و بیشتر به ذکر تاریخ سلجوقیان عراق عجم می‌پردازد؛ با این حال اطلاعاتی در باب سلجوقیان کرمان به‌خصوص دوران قاورد و توران‌شاه ارائه می‌کند.[۹]
- راحه‌الصدور نوشتهٔ نجم‌الدین راوندی (ف. ۵۹۰ ق) که موضوع آن تاریخ سلجوقیان به‌خصوص تاریخ سلجوقیان عراق عجم است و اطلاعات و شرح جامعی از تاریخ سلاجقه تا پایان حکومت سلطان سنجر،[۱۰] شامل سلجوقیان کرمان و روابط آن با سلاجقهٔ عراق عجم بیان می‌کند.[۱۱]
- مسالک و ممالک اصطخری (ف. ۳۴۰ یا ۳۴۶ ق) که کتابی مهم در باب جغرافیای تاریخی ایران است. این کتاب در مورد جغرافیای تاریخی کرمان در عهد سلجوقی، از منابع مهم و جامع محسوب می‌شود.[۱۲]
- فارسنامه ابن‌بلخی (فوت پس از ۵۱۱ ق) که کتابی است پیرامون تاریخ و جغرافیای ایران. وی در این اثر، شرحی جامع و کلی از جغرافیای سیاسی ایالت کرمان در عهد قاوردیان ارائه می‌کند.[۱۳]
- بدایع الازمان فی وقایع کرمان نوشتهٔ ابوحامد کرمانی (فوت حدود ۶۱۵ ق) از وزرا و طبیبان دوره سلاجقه است، که اطلاعات ارزشمند و جامعی در مورد تاریخ سیاسی و اجتماعی سلجوقیان کرمان ارائه می‌دهد.[۱۴] ابوحامد که از ندیمان طغرل‌شاه بود و در زمان پسران وی و جنگ‌های داخلی، جانب ملک ارسلان را گرفت. روابط نزدیک وی با اتابک برقش، سبب شد که اداره دیوان انشا به وی واگذار شود، اما مدتی از کرمان مهاجرت کرد و ابتدا عازم خراسان و سپس یزد شد. اما سرانجام در عهد ملک دینار غز به کرمان بازگشت.[۱۵] این کتاب که به تاریخ افضل نیز معروف است، طی دوران بعدی بارها بازنویسی شده‌است. نسخه‌ای که از کتاب برجا مانده‌است، به نگارش خبیصی، چهار سده بعد از تألیف کتاب، است. وی کتاب را لفظ به لفظ بازنویسی کرده، اما در مواردی مطالبی از کتاب را تغییر داده‌است. نسخه موجود فعلی با کوشش‌های هوتسما و بعد از او، باستانی پاریزی، با عنوان سلجوقیان و غز در کرمان بر اساس نسخه خبیصی تدوین شده شد.[۱۶]
- عقدالعلی للموقف الاعلی نوشته ابوحامد کرمانی از وزرا و طبیبان دوره سلاجقه است که اطلاعات ارزشمند و جامعی در مورد تاریخ سیاسی سلجوقیان کرمان و جغرافیای کرمان ارائه می‌دهد.[۱۷] این کتاب علاوه بر گزارشی از اوضاع زمانه نویسنده، رساله‌ای در پند و اندرز و آداب سیاست و ملک‌داری است، که آن را به نام ملک دینار غز نوشته‌است و در سال ۵۸۴ هجری نوشتن آن را به پایان رساند.[۱۸]
- المضاف الی بدایع الازمان فی وقایع کرمان نوشته ابوحامد کرمانی از وزرا و طبیبان دوره سلاجقه است که در واقع ضمیمه و تکمیل‌کننده دیگر کتاب ابوحامد، بدایع الازمان فی وقایع کرمان است که در سال ۷۶۳ هجری نوشته شده‌است. این ضمیمه نیز در باب تاریخ عمومی کرمان و به خصوص سلجوقیان کرمان کتابت شده‌است.[۱۹]

منابع متأخر و ثانویه
- الکامل ابن‌اثیر (۵۵۵–۶۳۰ق) که تاریخی عمومی است، از تاریخ آفرینش تا عهد مغولان که همانند حبیب‌السیر اطلاعات کلی از سلجوقیان کرمان ارائه می‌کند.[۲۰]
- جامع‌التواریخ نوشته رشیدالدین فضل‌الله همدانی (۶۴۸–۷۱۷ ق) که کتابی ارزشمند در باب تاریخ و فرهنگ قبایل ترک و مغول است، که در باب هجرت ترکان سلجوقی و استقرار آن‌ها در ایران و حکومت آن‌ها در مناطق مختلف ایران از جمله کرمان توسط قاورد، اطلاعات ارزشمندی را ارائه می‌کند.[۲۱]
- تاریخ گزیده حمدلله مستوفی (۶۸۰–۷۵۰ ق)، از دیگر منابع عمومی تاریخ ایران است که به ذکر حوادث ایران از زمان آفرینش تا عهد نویسنده می‌پردازد. در این کتاب نیز همانند جامع التواریخ صرفاً به ذکر شرحی کلی از تاریخ سلجوقیان کرمان می‌پردازد.[۲۲]
- تاریخ وصاف نوشته شرف‌الدین عبدالله شیرازی (۶۶۳–۷۲۸ ق) که کتابی است عمومی در مورد تاریخ ایران که شرحی کلی از تاریخ آل‌قاورد در کرمان ارائه می‌کند.[۲۳]
- سمط العلی نوشته ناصرالدین منشی کرمانی (۶۷۵ تا بعد از ۷۲۰ ق) که کتابی در باب تاریخ کرمان از پیدایش شهر تا عهد نویسنده است که با توجه به دربر گرفتن تاریخ سلجوقیان کرمان، اطلاعات ارزشمندی در مورد تاریخ سیاسی و اجتماعی ارائه می‌کند.[۲۴][۲۵]
- حبیب‌السیر خواندمیر(۸۸۰–۹۴۲ یا ۹۴۳ ه‍.ق) که تاریخ عمومی ایران از عهد پیشدادیان تا عهد شاه اسماعیل صفوی است و با توجه به جامعیت آن، صرفاً به ذکر حوادث کلی آل‌قاورد می‌پردازد.[۲۶]
- روضه‌الصفا خواندمیر نیز همانند دیگر کتاب خواندمیر، حبیب‌السیر، صرفاً به بیان کلی تاریخ سلاجقه کرمان می‌پردازد.[۲۷]

## جغرافیای تاریخی کرمان
ایالت کرمان از شرق به سیستان و مکران، از شمال به خراسان بزرگ، از غرب به فارس، و از جنوب به دریای فارس محدود بوده‌است. کرمان در روزگار سلجوقیان از بهترین و آبادترین بلاد ایران به‌شمار می‌آمد. این سرزمین دارای دو نوع آب و هوای گرمسیری و سردسیر می‌باشد. البته مناطق سردسیر کرمان در مقایسه با مناطق سردسیر فارس، گرم‌تر است. به‌طور کلی، مناطق گرمسیری پهنهٔ بزرگتری از سرزمین کرمان را فراگرفته است و مناطق سردسیری که به‌طور عمده در ارتفاعات قرار دارد، در حدود یک چهارمِ کرمان را تشکیل می‌دهد. از آن‌جا که ایالت کرمان غالباً مشتمل بر مناطق گرمسیری است، اهالی آن مردمانی سبز چرده و نازک‌اندام‌اند.
شمس‌الدین مقدسی در قرن چهارم، کرمان را بر پنج خوره و ناحیه تقسیم کرده‌است. این نواحی از سوی فارس به‌ترتیب: بَرْدَسیر (کرمان امروزی)، نرماشیر، سیرجان، بم، و نهایتاً جیرفت می‌باشند.

## تاریخ کرمان پیش از سلاجقه
بعد از فتح ایران و از جمله کرمان به دست اعراب، این شهر تا مدت‌ها توسط والیان دستگاه خلافت اداره می‌شد؛ تا زمان طاهر بن حسین که توانست حکومت نیمه‌مستقل طاهریان را در شرق ایران تشکیل دهد، اما از زمان یعقوب لیث بود که برای اولین بار بخش مهمی از حکومت وابستهٔ صفاریان از خلافت مستقل شد. در سال ۲۵۲ هجری یعقوب لیث صفار به سوی کرمان حمله و آن‌جا را تصرف کرد و مشغول آباد کردن آن سرزمین شد. با ورود یعقوب به کرمان، اهل جیرفت عصیان نمودند. یعقوب به آن‌جا حمله کرد و شورشیان جیرفت را سرکوب نمود. تا سال ۲۸۷، حکام صفاری بر کرمان تسلط داشتند. در این سال عمرو لیث صفار به وسیلهٔ امیر اسماعیل سامانی اسیر شد و کم‌کم حوزهٔ حکومتی سامانیان به کرمان گسترش یافت. در سال ۳۱۰، ابو علی محمد بن الیاس بعد از آشفتگی حکومت سامانی کرمان را تسخیر نمود. او بم را نیز تصرف کرد و به سوی فارس تاخت. در سال ۳۲۰، ابراهیم سیم‌جور از جانب سلطان آل سامان مأمور تسخیر کرمان شد. از سوی دیگر نیز معزالدوله دیلمی از طرف عمادالدوله به سوی کرمان حرکت کرده بود. معزالدوله سیرجان و بردسیر را تصرف و گواشیر را نیز محاصره نمود. ابراهیم سیم جور نیز به خراسان بازگشت. پس از دو ماه محاصره، مصالحه‌ای بین ابوعلی و معزالدوله صورت گرفت و ابوعلی سلطنت عمادالدوله را پذیرفت. به این ترتیب، دوران حکومت آل بویه در کرمان از سال ۳۵۷ هجری تحت حکومت عضدالدوله و معزالدوله آغاز شد و تا مرگ ابوکالیجار در ۴۴۰ هجری ادامه یافت. در این مدت ۸ حاکم بر این دیار حکمرانی نمودند، تا سرانجام سلاجقهٔ ترک به رهبری قاورد به کرمان حمله بردند و این شهر را فتح کردند. از مهم‌ترین اتفاقات دوران آل بویه می‌توان به: سرکوبی قبیلهٔ کوفج به دست معزالدوله و لعن معاویه بن ابی سفیان در منابر کرمان در زمان حکمرانی عضدالدوله اشاره نمود.

## پیشینه سلجوقیان

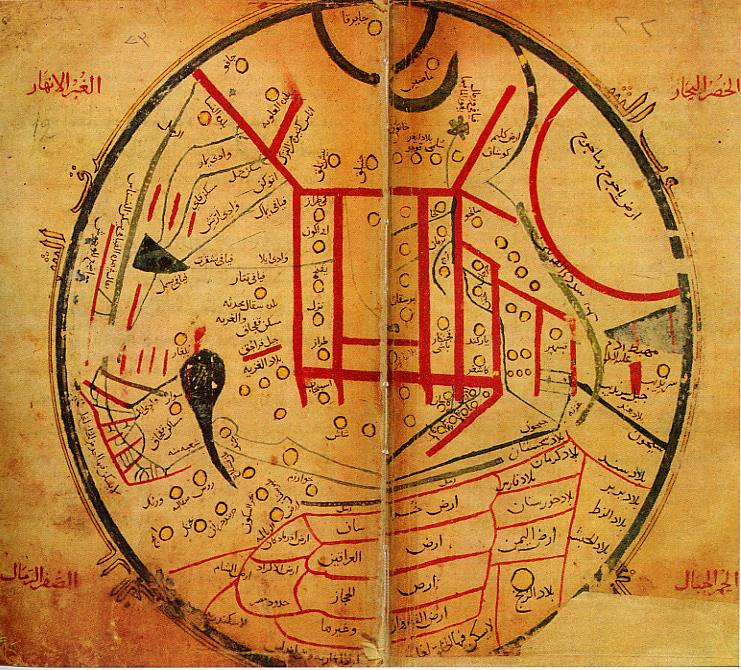
نقشه توزیع اقوام ترک در دیوان کاشغری قرن ۱۱ میلادی

سلجوقیان، دودمانی از قبایل ترک به نام اوغوز (اغز یا اقوز) بودند که در پی فروپاشی امپراتوری گوک‌ترک‌ها (۵۵۲-۷۷۴ میلادی) به سمت غرب مهاجرت کردند و ابتدا در استپ‌های سیبری و سپس در حوالی دریاچهٔ آرال و مرزهای ماوراءالنهر مستقر شدند. به گزارش ابن اثیر، مهاجرت ترکان به مرزهای ماوراءالنهر مقارن با خلافت مهدی عباسی (۱۵۸ – ۱۶۸ هجری) بود. ایل حاکم بر قوم اغز، ایل قنیق بود و خاندان سلجوق، که بعدها به قدرت و شکوت رسید، گروه کوچکی از ایل قنیق بودند. اسلام آوردن سلجوقیان و تبعیت آن‌ها از سنی مذهبان، سبب نزدیک شدن آنان به حاکمان محلی شد؛ به‌گونه‌ای که در جنگ‌ها و منازعات میان امیران سامانی و ایلک‌خانی، به نفع حکام سامانی وارد عمل می‌شدند. علاوه بر منصب یبغو، اجازهٔ عبور از قلمرو سامانیان به منزله نقطه آغاز دوستی با آن‌ها شد. سلجوق بن دقاق که رهبر سلاجقه بود، از این موقعیت استفاده کرد و خود و پیروانش را در نزدیکی ساحل رود سیحون مستقر کرد و شهر جند را مرکز قلمرو خود قرار داد. در واقع فراوانی چراگاه‌ها در منطقهٔ ماوراءالنهر سبب رفتن آن‌ها به منطقه شد.
سلجوق چهار پسر به نام‌های اسرائیل، میکائیل، موسی و یونس داشت. بعد از مرگ سلجوق، رهبری سلاجقه به پسر بزرگش اسرائیل رسید. اما با این حال خطری بزرگ وی و سلاجقه را تهدید می‌کرد، که آن نیز محمود غزنوی بود. بعد از صلح محمود با خان ایلک‌خانی و تطمیع شدن توسط آن خان، محمود درصدد نابودی سلجوقیان برآمد؛ چراکه اقدامات این براداران در جمع‌آوری سپاه موجب نگرانی حکام آن مناطق شد. اسرائیل برای رفع خطر از جانب محمود درصدد گفتگو مطابق با میل محمود برآمد و به محل استقرار وی رفت. اما فریب خورد و توسط غزنویان دستگیر شد. وی به مدت ۷ سال در زندان محمود در هند ماند، تا سرانجام مرد. مرگ وی سبب خشم آل‌سلجوق و تحریک آن‌ها برای انتقام شد. سلجوقیان به رهبری میکائیل بن سلجوق برای رسیدن به هدفشان از سرزمین‌های غزنوی عبور کردند و بین نسا و ابیورد اقامت کردند.
مرگ محمود به سال ۴۲۱ هجری سبب شروع منازعات نظامی بین سلجوقیان و غزنویان به رهبری مسعود، جانشین محمود، شد. در درگیری‌های اولیه، سلاجقه پیروز شدند و تبدیل به قوی‌ترین نیروهای نظامی در سرزمین‌های شرقی خلافت عباسی شدند، تا اینکه سرانجام در سال ۴۳۱ هجری در نبرد دندانقان، مسعود از طغرل‌بیگ شکست خورد. بدین ترتیب، سلطه سیاسی غزنویان در منطقه ماوراءالنهر و خراسان بزرگ پایان یافت و حکومتشان به افغانستان امروزی محدود شد. بعد از آن طغرل به نام خود خطبه خواند و سکه ضرب کرد.

## سلجوقیان بزرگ

### از تأسیس تا تجزیه
طغرل بن میکائیل، رهبری اتحادیه سلجوقیان، پس از غلبه بر غزنویان در سال ۴۲۹، امپراتوری سلجوقیان را بنیان‌گذارد. سلجوقیان به تصرف سرزمین‌های داخلی و غربی ایران ادامه دادند و باقی‌مانده آل بویه در ایران مرکزی و غربی و عراق را شکست دادند. در سال ۴۴۷ طغرل وارد بغداد مرکز خلافت عباسی شد. طغرل، که در رأس سلجوقیان قرار داشت، تصمیم گرفت با تقسیم نقاط فتح شده و واگذاری فتح نقاط جدید به برادران و برادرزادگان، اولاً تسلط خود بر نقاط فتح شده را تثبیت کند و ثانیاً نواحی دیگر را به سرعت فتح نماید و تحت فرمان درآورد. از همین رو بود که ولایت‌ها را قسمت کرد و هر یک از خویشانش را مأمور فتح یک ناحیه کرد. چغری بیک، که برادر بزرگتر بود مرو و خراسان را دارالملک خود ساخت و موسی بر ولایت بست و هرات و سیستان و نواحی آن گمارده شد و قاورد پسر بزرگ چغری بیک به ولایت طبسین و نواحی کرمان برگزیده شد. قاورد توانست حاکم بویهی کرمان و مکران را شکست دهد و دارالملک کرمان را به‌دست بگیرد.
دوران سلطنت دو جانشین طغرل، یعنی آلب ارسلان و ملکشاه (۴۵۵ تا ۴۸۵ هجری)، دوران اوج قدرت سلجوقیان و پیشرفت اقتصادی و آبادانی قلمروی آنان بود. قلمرو سلجوقیان در زمان آلب ارسلان دومین سلطان سلجوقی در شرق تا رود سیحون و در غرب تا دریای مدیترانه گسترش یافت. آلب ارسلان در سال ۴۶۳ هجری در نبرد ملازگرد امپراتور روم شرقی را شکست داد و اسیر کرد.
با اینکه تقریباً درگیری بر سر جانشینی سلطان درگذشته بین سلجوقیان خیلی زود آغاز شد، وحدت سلطنت بر متصرفات سلجوقیان تا زمان مرگ سلطان ابو شجاع محمد ادامه یافت؛ اما بعد از مرگ سلطان محمد، قلمروی سلجوقیان در عمل به دو پاره تقسیم شد. سلطان سنجر که از زمان سلطان محمد بر خراسان حکومت داشت و قدرت فراوانی به دست آورده بود، بعد از مرگ سلطان محمد خود را جانشین او دانست؛ اما در شرق ایران فرزند سلطان محمد، یعنی محمود ادعای جانشینی داشت. از این پس حکومت بر مناطق شرقی ایران از ری تا ماورالنهر در دست سنجر و جانشینان او و حکومت در غرب ایران و عراق در دست فرزندان سلطان محمد باقی ماند، که به آنان سلاجقه عراق گفته می‌شود.
جرقه‌های درگیری‌ها از دوران سلطان محمد برکیارق آغاز شده بود، که برخی از امرای سلاجقه در نواحی مختلف کم‌کم قدرت مستقلی برای خود به دست آوردند و حکومت‌های محلی در دل قلمرو سلجوقیان به وجود آمد. اما تشدید درگیری‌های درون خاندانی و آغاز تجزیه قدرت از زمان ابو شجاع محمد شروع شد؛ از جمله سلاجقه کرمان که از سال ۴۳۳ هجری به استقلال در کرمان حکومت کردند. قدرت محلی اتابکان نیز به تجزیه امپراتوری سلجوقی سرعت بخشید؛ همانند: حکومت اتابکان دمشق (۴۹۷–۵۴۹)، اتابکان موصل(۴۶۸–۵۲۱)، اتابکان آذربایجان(۵۴۱–۶۲۶) و اتابکان فارس(۵۴۳–۶۸۴). در خوارزم نیز شاخه مستقلی از امرا به نام خوارزمشاهان (۴۹۰–۶۲۸) بر سر کار آمدند که بعداً حکومت سلجوقیان را از شرق ایران برچیدند.

### سیاست مذهبی و فرهنگی
سلجوقیان چند دهه پس از آنکه بویهیان شیعی مذهب با اقتدار سیاسی و نظامی خود قدرت سیاسی و مذهبی خلفای عباسی را در بغداد تحت سلطهٔ خود درآورند، در صحنهٔ جهان اسلام ظاهر شدند. در این زمان اگرچه چندی از امارت‌نشین‌های کوچک عرب شیعی‌مذهب در عراق، جزیره و شمال شام برقرار بودند، اما خطر اصلی در وجود فاطمیان، خلافت شیعی اسماعیلی، در شمال آفریقا و مصر و جنوب شام نهفته بود، که رقیب خلافت عباسی به‌شمار می‌رفت و حالت نظامی و گسترش‌یابنده داشت و پایتخت آن، قاهره، در شکوه فکری و مادی بر بغداد برتری داشت.
استقرار سلجوقیان ترک‌نژاد در ایران، جزیره و شمال شام، سدی در برابر پیشروی بی‌امان سیاسی تشیع اسماعیلی ایجاد کرد و سلجوقیان توانستند به مدت چند سده بر این مناطق تسلط بیابند. سلجوقیان، سنی‌مذهب حنفی بودند و سر آن داشتند که جای قدرت‌های موجود ایران از جمله غزنویان و سلسله‌های شیعی دیلمی شمال و غرب ایران را بگیرند و خلافت عباسی را از زیر فشار آن‌ها برهانند و خود نیز از نتایج پیروزی‌های نظامی و سیاسی بهره‌مند شوند. این نکته که سلاجقه به دنبال این بودند که از نتایج پیروزی‌های سیاسی و نظامی منتفع بشوند در آینده سبب شد تا میان آن‌ها و خلافت تنش و اختلاف جدی شکل گیرد و با اینکه القائم در آغاز از ظهور طغرل‌بیک استقبال کرد، ولی بعدها رابطه بین عباسیان و سلجوقیان بزرگ تیره شد.
خلفا هنگامی که در اواسط قرن هفتم هجری توانستند در مقابل سلجوقیان در حال ضعف و سقوط، استقلال عملی از خود نشان دهند به خود آمدند. با همزیستی ۱۳۰ساله عباسیان و سلجوقیان، شرایط مناسبی برای توسعه و تحول اسلام سنی ایجاد شد و مفهوم «خلیفه ـ امام» در مقام رهبر روحانی و معنوی و مفهوم سلطان، در این مورد سلطان سلجوقی، به عنوان رهبر دنیوی و اجرایی برای شمار زیادی از مسلمانان مطرح شد. از تأثیرات مضاعف رهبری سیاسی سلجوقیان بزرگ، استقرار و استحکام تسنن به عنوان مذهب برتر و فایق سرزمین‌های اسلامی بود.
استقرار امپراتوری سلجوقی به لحاظ فرهنگی، زبان عربی را در مقام تنها زبان جوامع فرهیخته و ادبی سرزمین‌های شرقی جهان اسلام، از صحنه بیرون راند. سلجوقیان با مهاجرت از ماوراءالنهر، که هنوز ایرانی و زبان فارسی بر آن حاکم بود، سرتاسر ایران را از آن خود کردند؛ آن‌ها به لحاظ فرهنگی موقعیت و جایگاه بالایی نداشتند، از این‌رو زبان فارسی، زبان دیوانی و فرهنگی آن‌ها در سرزمین‌های ایران و آناتولی شد. زبان فارسی در آناتولی چنان نفوذ کرد و ریشه دواند، که تا قرن نوزدهم قدرت و صلابت خود را نگاه داشت.

### اسماعیلیان
همزمان با تثبیت و اقتدار حکومت سلجوقیان در ایران (طغرل، آلب‌ارسلان و ملکشاه)، دوباره خلافت عباسی در بغداد با کمک طغرل و عقب راندن بساسیری، جان گرفت؛ با این حال، در این زمان علاوه بر خلافت عباسی، خلافت فاطمی در مصر و شام تحت حکومت مستنصر دوران قدرت خود را طی می‌کرد، که حتی توانسته بود بر خلافت عباسی نیز سایه افکند. اما این دوره، آغاز افتراق اسماعیلیان مستعلوی و نزاری است. این نهضت دینی و فکری هم‌زمان با قدرت یافتن سلاجقه بود و تهدیدی برای این امپراتوری قدرتمند محسوب می‌شد. خواجه نظام‌الملک توسی، وزیر دیوان‌سالار مشهور سلاجقه، یکی از دلایل قدرت‌گیری روزافزون سلاجقه محسوب می‌شد و تأثیرات وی در همه جای دولت سلجوقی مشهود و نمایان بود. او توانسته بود روابط قدرتمندی با خلافت عباسی ایجاد کند و با قراخانیان ساکن شرق سلاجقه روابط حسنه‌ای ایجاد کند. اما تنها دغدغه مشترک سلطنت سلجوقی و خلافت عباسی متوجه غرب قلمرو آنان یعنی خلافت فاطمی که در زمان خلیفه مستنصر اوج قدرت خود را می‌گذراندند.
بعد از نفوذ اسماعیلیان در سایر مناطق جهان اسلام و فرستادن داعی به مناطق مختلف سبب شد تا پیروان و طرفداران آن‌ها در ایران و شام رو به زیادی رود. یکی از این افراد، شخصی به نام حسن صباح بود که بعد از مدتی متأثر از داعیان معروف اسماعیلیان، امیره ضراب، ابونصر سراج و در آخر عبدالملک بن عطاش، تحولی مذهبی در او به وجود آمد. وی در سال ۴۶۹ تا ۴۷۳ هجری عازم سفر حج و سپس مصر و قاهره شد، تا به دیدار مستنصر فاطمی رود. وی که سودای مخالفت با سلاجقه و خلافت عباسی را در سر داشت، در مصر مقام داعی دیلمان، قهستان و دیگر سرزمین‌های اسماعیلی‌نشین را از خلیفه فاطمی دریافت کرد. وی در بازگشت از مصر، سفرهای سیاسی مذهبی خود را برای کسب آگاهی بیشتر آغاز کرد. با این زمینه‌سازی‌های مذهبی و سیاسی، روابط خود را با داعیان اسماعیلی گسترش داد و چنان پیش رفت که در ۶ رجب ۴۸۳ قمری (۱۰ سپتامبر ۱۰۹۰ میلادی) در اندک مدتی توانست نهضتی اسماعیلی در قلاع ایران و از آن میان، الموت، لمسر و … پایه‌گذاری کند که بعدها پس از قتل نزار، ولیعهد و جانشین مستنصر، تحت نام نزاریه فعالیت‌های سیاسی و مذهبی خود را ادامه داد. او طی زمان اندکی توانست بر تمامی قلاع مرتفع مسلط شود و فرمانروایی خود را در میان اسماعیلیان ایران در شمال، شمال غرب، شرق و مرکز ایران نافذ گرداند.
هراس سلجوقیان زمانی شدت گرفت، که حسن صباح توانست در اندک مدتی با دریافت مقام داعی از خلیفه فاطمی، از سوریه تا دورن سلسله کوه‌های البرز، کرانه‌های دریای خزر، پیرامون اصفهان، فارس، کرمان، طخارستان، قهستان و قومس نهضت خود را پایه‌ریزی کند و بر این مناطق و حتی دربار سلجوقی اعمال نفوذ کند.
حسن صباح برای پیشبرد اهداف خود در ابتدای کار، درصدد زنده کردن قیام‌های ضد عباسی بود، که توانست کسانی که با سلجوقیان و عباسیان سر ناسازگاری داشتند، را به گرد خود جمع کند و هدف مشترک خود یعنی برانداختن خلافت عباسی و حامیان آن را پیش ببرد.
اولین هدف آن‌ها خواجه نظام الملک بود که در معرض دشنه فداییان اسماعیلی، موسوم به حشاشین، قرار گرفت و از پای درآمد؛ و خواجه نیز از مهم‌ترین افرادی بود که می‌توانست راه برچیدن نهضت نزاریان را برای سلطنت و خلافت ترسیم کند؛ بنابراین زمینه درگیری و رویارویی سلجوقیان و نزاریان اجتناب ناپذیر شد. هرچند نخستین درگیری‌ها مدتی پیشتر در زمان الب ارسلان رخ داده بود، که امیری به نام ارسلانتاش توانسته بود نزاریان را دفع کند؛ اما نخستین حملات جدی علیه اسماعیلیان الموت در زمان ملکشاه و در پاسخ به مرگ خواجه صورت گرفت، که هیچ‌کدام نتیجه مثبتی نداشت. بعد از مرگ ملکشاه تا اواخر قرن پنجم هجری، اوضاع نابسامان سلطنت سلجوقی (درگیری‌های درون خاندانی، شکست‌های خارجی و …) سبب شد تا شالوده سیاست‌های سلجوقیان در قبال اسماعیلیان از هم بپاشد. با این حال نزاریان در این اوضاع آشفته نیز دخالتی غیرمستقیم داشتند؛ اما از هرگونه اقدام مستقیم خودداری می‌کردند؛ که دلیل آن متحد شدن رقبای سیاسی سلجوقیان با یکدیگر علیه نزاریان الموت بود؛ بنابراین، حسن صباح از این موقعیت حداکثر استفاده را برد و به تحکیم حاکمیت خود پرداخت. با این حال وی در نبردهایی که در البرز و قهستان با سلاجقه داشتند، به پیروزی‌هایی رسید و حوزه تحت امر خود را گسترش داد. با به قدرت رسیدن سنجر در خراسان، حسن صباح درصدد ایجاد روابط صلح‌آمیز برآمد و طی نامه آمادگی خود را برای صلح به سلطان سلجوقی فرستاد، که با موافقت سلطان سنجر همراه بود. با این حال سلجوقیان به شدت از سمت اسماعیلیان احساس خطر می‌کردند و با تصرف شاهدژ اصفهان، پایتخت سلجوقیان، اصفهان، از طرف نزاریان تهدید می‌شد.
بی‌گمان چنین پیروزی‌هایی باعث شد تا دست کم جانشینان ملکشاه سلجوقی درصدد دفع قدرت نزاریان با یکدیگر همدل شوند؛ اما روابط آشفته درون خاندانی، مانع از اقدام جدی در برابر نزاریان می‌شد. نزاریان نیز با استفاده از این موقعیت‌ها، به تقویت خود و قلعه‌هایشان پرداختند.

## ملک قاورد و تشکیل حکومت
چنان‌که گفته شد، قاورد پسر بزرگ چغری بیک از سوی طغرل به ولایت تون و طبس و نواحی کرمان برگزیده شد. به این ترتیب، فتح ایالت کرمان و نواحی اطراف آن به وی واگذار گردید؛ اما راجع به زمان ورود به کرمان و تشکیل دولت سلاجقه کرمان توسط وی نظرات متفاوتی وجود دارد.

### فتح کرمان
در آن زمان بهرام بن لشکرستان از طرف ابوکالیجار دیلمی، حاکم کرمان بود و درصدد حفظ آن در برابر آل سلجوق برآمد؛ ولی چون توانایی مقاومت و مقابله نداشت، شهر را بدون جنگ و خون‌ریزی تسلیم قاورد کرد. در این زمان ابوکالیجار که در خوزستان بود، متوجه کرمان شد و به سمت کرمان حرکت کرد؛ ولی با حیله قاورد در میانه راه مسموم و کشته شد؛ بنابراین قاورد حکومت کرمان را در سال ۴۴۰ ه‍.ق به‌دست آورد و در نخستین روز حکمرانی خود، به نام طغرل خطبه خواند.

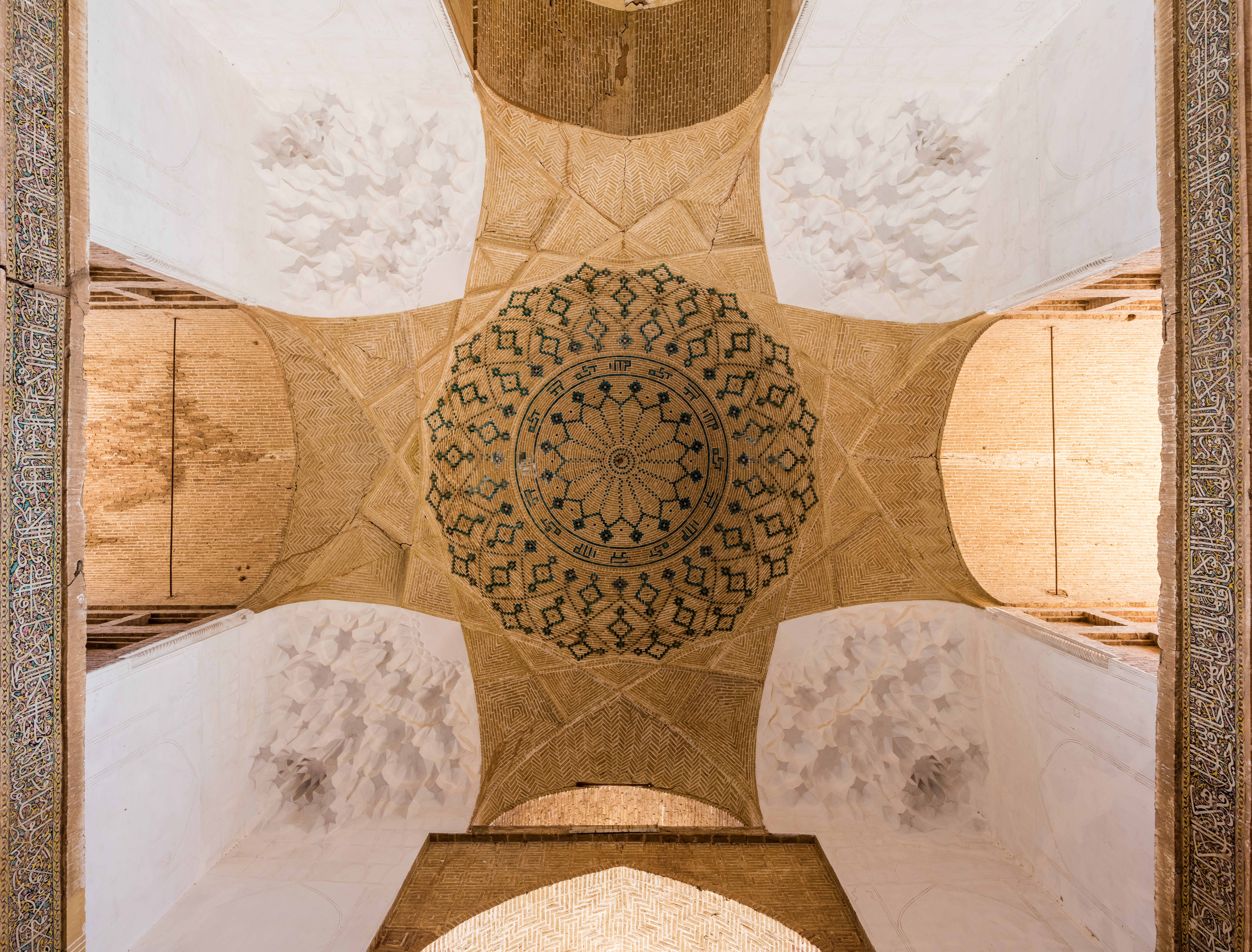
نمایی از سقف گنبد مسجد ملک کرمان به همراه تزئینات گچبری و آجری آن. این بنا در زمان ملک قاورد و به دستور وی ساخته شد.

### فتح قفص
در جنوب جیرفت و در سواحل دریا «جبال قُفْص» واقع شده‌است، که در قرن چهارم هجری مردمانی راهزن در آنجا مستقر بودند. اصطخری در قرن چهارم گوید: «می‌پندارند که ایشان عرب اند»؛ اما حافظ ابرو، جغرافیدان سده نهم هجری، می‌نویسد: «اهالی آن کوه از قبایل عرب‌اند.» به هر روی، در مشرق کوه مزبور «أخواش» و در دامنه غربی آن بلوچ‌ها می‌زیستند. بلوچ‌ها مثل بادیه نشینان زندگی می‌کردند و مردمانی بی‌آزار بودند و خود هیچ‌گاه راهزنی نمی‌کردند، اما راهزنانی که در جبال قفص جای گزیده بودند از ایشان هراس داشتند.
قاورد، طرح و اهدافی برای گسترش و افزایش قدرت خود داشت، که یکی از آن‌ها سرکوب قبیله کوفج (قفص) بود، که مناطقی از جیرفت تا سواحل مکران، فارس و اطراف خراسان را با توجه به ضعف آل‌بویه، اشغال و فتح کرده و از طریق دزدی و غارت کردن، اموال بسیاری را به‌دست آورده بودند؛ پس سرکوب آن‌ها توسط قاورد علاوه بر تحکیم پایه‌های قدرت سلاجقه، ثروت عظیمی را برای قاورد به همراه می‌آورد؛ اما ملک قاورد که قدرت کافی برای مقابله با آن‌ها را نداشت؛ بنابراین، با فریب سران قبایل قفص به مهمانی و کشتن آنها، موفق به سرکوب آن‌ها در سال ۴۴۵ شد.

### فتح عمان و سیستان
طرح دیگر وی برای گسترش قلمرو، تجارت دریایی و دستیابی به ثروت و غنائم مشهور، لشکرکشی به عمان بود. وی توانست با کمک حاکم هرمز، شهریار بن تافیل، فرمانروای عمان، را شکست دهد و آنجا را در سال ۴۴۷ فتح کند و کنترل تجارت دریایی خلیج فارس را به‌دست بگیرد. وی همچنین توانست با کمک پسرش، امیرشاه، سجزیان را شکست و سیستان و سواحل دریای عمان را فتح کند و بندر تیس یا تیز را بازسازی کند، تا با استفاده از این بندر بتواند تسلط بیشتری بر دریای عمان داشته باشد و تجارت آن منطقه را تحت کنترل خود درآورد.

### فتح فارس
در سال ۴۵۵ ه‍.ق طغرل‌بیک درگذشت و برادر زاده‌اش، آلب‌ارسلان، به تخت سلطنت سلجوقیان رسید. هم‌زمان با این جریانات، قاورد با آگاهی از اوضاع آشفته فارس، عازم آنجا شد و توانست فضلویه شبانکاره را شکست و فراری دهد و فارس را تحت کنترل خود درآورد. این اقدام وی، آن هم بی اذن آلب‌ارسلان، و نیز انتشار خبر خطبه خواندن و ضرب سکه به نام قاورد در کرمان و فارس موجب نگرانی الب ارسلان شد؛ بنابراین سلطان با لشکری گران عازم کرمان و در نزدیکی گواشیر مستقر شد و مذاکرات بین طرفین آغاز گردید. سرانجام قاورد به نزد آلب‌ارسلان آمد و دست وی را بوسید و به طاعت از برادر خود ناچار شد و در عوض آلب ارسلان نیز فرمانروایی وی را در کرمان به رسمیت شناخت؛ ولی بعد از مدتی، قاورد راه عصیان در پیش گرفت که موجب خشم و عصبانیت سلطان و فرستادن سپاه به دستور سلطان به کرمان شد و چون ملک قاورد یارای مقابله با آن‌ها را نداشت، به جیرفت فرار کرد و بعد از مدتی اظهار اطاعت از آلب ارسلان کرد؛ بنابراین بین دو طرف پیمان صلحی منعقد شد، که بر مبنای آن مقرر گردید فارس و نواحی آن به کارگزاران آلب‌ارسلان واگذار شود و در عوض فرک و طارم به حکومت کرمان اضافه شود و همچنین توافق شد که قاورد از اختیارات تام فرمانروایی در کرمان برخودار باشد.

### فرجام قاورد
در سال ۴۶۵ ه‍.ق با کشته شدن آلب‌ارسلان و به حکومت رسیدن پسرش، ملکشاه، قاورد که خود را برتر و شایسته‌تر از ملکشاه می‌دید، دعوی حکومت کرد و در نامه‌ای به ملکشاه، خود را میراث‌دار حکومت برادرش، آلب‌ارسلان، معرفی کرد. بعد از نامه نگاری‌ها و مکاتبات فراوان بین دو طرف، که هر کدام سعی بر منصرف‌کردن دیگری داشتند، تنش‌ها شدت گرفت و قاورد با لشکر خود عازم اصفهان شد و توانست آنجا را فتح کند. سپس به سمت بغداد حرکت کرد و سرانجام، دو سپاه در حوالی همدان در منطقه کرج ابی دلف به یکدیگر رسیدند و بعد از ۳ روز جنگ، لشکر قاوردیان شکست خورد و قاورد اسیر سپاهیان ملکشاه شد و بعد از مدتی با توصیه خواجه نظام‌الملک، سلطان ملکشاه دستور قتل وی را صادر کرد؛ ولی در مقابل حکومت کرمان را به خاندان قاورد واگذار کرد، که هدف وی از این اقدام علاوه بر رعایت حال خاندان قاورد، جلب‌کردن رضایت مردم کرمان بود، که به قاورد و خاندانش علاقه فراوانی داشتند.
در باب خانواده قاورد می‌توان گفت که فرزندان زیادی داشت از جمله آنها، کرمان‌شاه، امیران‌شاه، سلطان‌شاه، توران‌شاه، شاهنشاه، مردان‌شاه، عمر و حسین. وی همچنین ۴۰ دختر داشت که آن‌ها را به عقد امرای علویان و آل‌بویه از جمله بهرام بن لشکرستان درآورد.

## دوران اقتدار
ملک قاورد قبل از حرکت به سمت اصفهان و نبرد با ملکشاه، یکی از فرزندانش به نام کرمان‌شاه را مأمور اداره قلمرو در غیاب خود کرد. با کشته شدن او در جنگ، کرمان‌شاه حکومت کرمان را در اختیار گرفت؛ اما دوران حکومتش بسیار کوتاه بود و بعد از یک سال درگذشت و برادرش به حکومت رسید. برخی از مورخان، کرمان‌شاه را به عنوان فرمانروا یاد نکرده و در نسب‌نامهٔ این سلسله، پس از قاورد، سلطان شاه پسر دیگر او را آورده‌اند.

مسیر حرکت و هجوم سلجوقیان کرمان و غزها در ایالت کرمان

### سلطان‌شاه
او یکی از پسران قاورد بود، که وی را در نبرد با ملکشاه همراهی می‌کرد و بعد از شکست، به همراه پدر خود اسیر شد و بعد از مرگ پدر بر چشمانش میل کشیدند، ولی این اتفاق باعث کوری وی نشد. وی سرانجام توانست با کمک یکی از خدمت‌گزاران به سمت کرمان فرار کند و در صفر سال ۴۶۷ تخت حکومت را به‌دست بگیرد. سلطان‌شاه احتمالاً درصدد مخالفت با ملکشاه بوده‌است؛ چون یک سال بعد از حکومتش، ملکشاه عازم کرمان شد و در بردسیر مستقر شد و سرانجام بعد از مذاکرات فراوان، در سال ۴۷۲ بین دو طرف پیمان صلحی امضا شد، که به موجب آن حکومت کرمان و عمان برای سلطان‌شاه حفظ و مقرر شد نام ملکشاه مقدم بر نام سلطان شاه باشد.
به نوشته ابوحامد کرمانی، سلطان‌شاه، شاهی خوش‌گذران بود، که در مدت ۱۰ سال کاری جز خوش‌گذرانی نکرد و همچنین به علت اینکه در میان زنان بزرگ شده بود، رفتار و لحنی به مانند آن‌ها داشت. وی در اواخر حکومت خود نیز بردارش، توران‌شاه را بخاطر وحشتی که از او داشت، به بم تبعید کرد.
سلطان‌شاه بعد از ۱۰ سال حکومت به دلیل بیماری استسقا درگذشت.

### تورانشاه
بعد از مرگ سلطان‌شاه، امرای دولت برادرش توران‌شاه را که در بم بود، به کرمان آوردند و در رمضان ۴۷۷ بر تخت حکومت نشاندند. وی منصب وزارت را به ابن‌العلاء، که بعداً وزیر ایران‌شاه هم شد، واگذار کرد. در این زمان ابتدا عمانیان شوریدند و حاکم کرمان را از آن دیار بیرون کردند، اما توران شاه سپاهی را فرستاد و عمان دوباره تسخیر و تابع شد. سپس تورانشاه طی دو مرحله به فارس حمله برد. گرچه منابع، زمان دقیق حملات وی را مشخص نکرده‌اند، هر دو لشکرکشی باید پس از سال ۴۸۵هجری باشد. چراکه بعید است تا زمانی که ملکشاه، امپراتور سلاجقه بزرگ، در اوج قدرت بوده، تورانشاه به خود جرأت چنین اقدامی داده باشد. وی دو نوبت به فارس لشکر کشید؛ در نوبت اول، مغلوب شد و در نوبت دوم آن دیار را تصرف کرد. در این زمان روابط سلاجقه کرمان با سلاجقه بزرگ همچنان تاریک و خصمانه بود، چون بعد از مرگ ملکشاه، همسرش، ترکان خاتون، قصد کرمان کرد و امیری به نام انر را با لشکری عازم آنجا کرد، که در جنگ بین دو سپاه، با وجود زخمی شدن توران‌شاه، سپاه کرمان پیروز شد؛ اما پس از ۱ ماه، توران‌شاه بر اثر زخمی که در جنگ بر او وارد شده بود، درگذشت.
وی توانست ۱۳ سال حکومت بکند، که طی این مدت بناهای زیادی ساخت و اقدامات عمرانی فراوانی انجام داد. از جمله، تورانشاه مسجد ملک را که در زمان پدرش طراحی شده بود را به اتمام رساند و بازارهایی در اطراف مسجد بنا کرد و در طرف غربی مسجد، مدرسه و کتابخانه ساخت و مکرم بن علاء را مدرس مدرسه نمود. دستور ساخت مدرسه توسط تورانشاه را می‌توان در راستای پیوند دین و دولت تلقی نمود. با توجه به اینکه علمای مذهبی در این دوره در حال رشد و ترقی بودند، احداث مدرسه را می‌توان به جهت رضایت خاطر آن‌ها دانست. تورانشاه به ساخت خانقاه و رباط هم توجه داشت، که نشان دهنده توجه وی به صوفیه بود. بدون شک در اقدامات فرهنگی، مذهبی، عمرانی و خدماتی تورانشاه، مشوق اصلی او وزیرش مکرم بن علاء بوده‌است؛ و طبق کتاب تاریخ وزیری، به خاطر این اقدامات، وی در بین مردم به ملک عادل مشهور گردید. به‌طوری‌که در مورد وی گفته‌اند که:
بنیاد عدلی و انصافی نهاد که اهل کرمان را حیات تازه آمد… و چندان خیر و صدقات فرمود که درویش در کرمان نماند…

### ایرانشاه
بعد از توران‌شاه، فرزندش ایران‌شاه در ذی‌العقده ۴۹۰ به حکومت رسید، که همان ابتدای کار در مقابل تحرکات سنجر، حاکم سلجوقی خراسان، که قصد گسترش فتوحات و مناطق تحت سلطه خود در شرق را داشت، ایستادگی کرد.
وی که در منابع (همانند تاریخ وزیری)، به فردی بیدادگر و خوش‌گذران معروف بود که به مذهب اسماعیلیه گرایش داشت، که این نیز به خاطر همزمانی با دوران اوج اسماعیلیان و فاطمیان و همچنین نزدیکی وی با فردی به نام کاکابلیمان در دوره شاهزادگی بود که اتابک او، نصیرالدوله، سعی بر اصلاح و نصیحت وی کرد؛ اما ایران‌شاه قصد کشتن اتابک را کرد و اتابک گریخت. سرانجام گرایش‌های اعتقادی ایران‌شاه موجب شد که پس از سه سال، در سال ۴۹۵ شیخ الاسلام قاضی جمال‌الدین ابوالمعالی و امام تاجالدین القراء، که بزرگان مذهب تسنن بودند، فتوای قتل وی را صادر کنند. اطرافیان شاه دستگیر و قتل‌عام شدند، اما ایرانشاه شبانه فرار کرد و به جیرفت و سپس به بم رفت. او با دو سوار به قلعه سموران روی آورد که در بین راه دستگیر شد و توسط فرج نامی به قتل رسید.

### ارسلان‌شاه
بعد از قتل ایران‌شاه، بزرگان حکومت کرمان، عموزاده ایران‌شاه، ارسلان‌شاه، را در محرم سال ۴۹۵ به قدرت رساندند و لقب محی‌الاسلام و المسلمین به‌این دلیل به وی داده شد، که بعد از گرایش ایرانشاه به اسماعیلیه، با دستور وی مجدداً تسنن به عنوان مذهب رسمی در دستگاه حکومتی انتخاب و ترویج شد. لقب دیگر او معزالدین و کنیه‌اش ابوالحارث بوده‌است. در دوران وی، برخلاف حکام قبلی، روابط با سلاجقه بهبود یافت، که دلیل آن ازدواج ارسلان‌شاه با دختر سلطان محمد بن ملکشاه، امپراتور سلاجقه بزرگ، بود. ارسلان‌شاه توانست در دوران حکومت خود، با شکست چاولی سقابو در سال ۵۰۸، سرزمین‌های عمان و کیش را مجدداً تصرف کند و زد و خوردهایی که بین سلاجقه کرمان و اتابکان یزد رخ داده بود، را با وصلت خانوادگی به پایان برساند.
در این دوران، علم و هنر در کرمان رونق و رواج یافت و مدارس، کاروانسرا و بقاع متبرکه متعددی نیز ساخته شد، که موجب رونق تجارت در این زمان شد، به‌طوری که:
... قوافل روم و خراسان و عراق - بل تمامی آفاق - ممر خویش به هندوستان و حبشه و چین و دریا، بار [باز] سواحل کرمان افکندند.
ارسلان‌شاه توانست ۴۲ سال حکومت کرده و سلاجقه کرمان را به اوج قدرت و شکوت برسانند. از او پسران و دختران زیادی به دنیا آمد، که تعدادی از آن‌ها در زمان حیات وی مردند. به‌طوری‌که در هنگام مرگش، هفت با هشت پسر داشت که از این میان پسر کوچکش، کرمان‌شاه، والی شهر و دارالملک کرمان بود. دیگر پسر وی، محمد بود که به حسن اخلاق و درایت مشهور بود، که قبل از مرگ پدرش با قتل برادران اوضاع را کنترل کرد، تا خود بدون هیچ مشکلی به حکومت برسد. سرانجام ارسلان‌شاه در سن ۷۲ سالگی درگذشت.

### محمد بن ارسلان‌شاه
بعد از ارسلان‌شاه، پسرش محمدشاه، در صفر ۵۳۷ به مسند حکومت رسید. وی بعد از تکیه بر تخت پادشاهی، تمام همتش صرف این شد که امرا را راضی نگه دارد، تا به برادرش سلجوق‌شاه نپیوندند. سپس محمدشاه برای از بین بردن رقیبان حکومت خود، دستور کور کردن، محبوس‌کردن و قتل آن‌ها را صادر کرد، تا این‌چنین رقیبان خود را از سر راه بدارد. با توجه به روایات، وی علاوه بر مهارت در تدابیر سیاسی، مردی به شدت خونریز بود و از کشتن کسی، از جمله برادران و بزرگان کشور که مخالف به سلطنت رسیدن او بودند، دریغ نمی‌کرد. اما به نوشته ابوحامد کرمانی، زاهدی عمانی که در خدمت او بود می‌گوید:
یک روز با ملک در سرای او می‌گشتیم. به موضعی رسیدیم که چند یک خروار کاغذ همه رقعه برهم ریخته بود. پرسیدیم که این کاغذها چیست؟

به ملک گفت فتوای ائمه شرع. هرگز هیچ‌کس را نکشتم الا که ائمه فتوا دادند که او کشتنی است.
در عین حال، وی حاکمی علم‌دوست و هنرپرور بود و کتابخانه‌ای عظیم در کرمان ساخت و ۵۰۰۰ کتاب در آنجا وقف کرد و مدارس و رباطات و مساجدی در بم، جیرفت و کرمان بنا نهاد. وی همچنین توجه فراوانی به امنیت و رفاه مردم داشت. در زمان وی، سلطان مسعود سلجوقی، ۲ بار قصد فتح کرمان را داشت، که هر دو بار مقابل مقابل محمدشاه شکست خورد. محمدشاه سرانجام بعد از ۱۴ سال حکومت، در سال ۵۵۱ به مرگ طبیعی درگذشت.

### طغرل‌شاه
طغرل‌شاه پس از مرگ محمدشاه، پسرش طغرل‌شاه، در سال ۵۵۱ قدرت را به‌دست گرفت. طبق کتاب تاریخ وزیری، وی پادشاهی عادل بود، که توجه زیادی به مردم و رعایا داشت و این موجب محبوبیتش در نزد همگان شد. وی در ابتدای حکومت خود دستور زندانی‌کردن برادر خود، محمودشاه، را داد تا رقیبی برای حکومت نداشته باشد و بتواند با خیالی آسوده به حکومت خود ادامه دهد. هم‌زمان با اغتشاش‌هایی که بعد از مرگ سلطان سنجر در سال ۵۵۲ هجری در خراسان روی داد، طغرل‌شاه فکر لشکرکشی به خراسان در ذهنشش راه یافت، اما از اشتغال به لهو و عشرت، مجال اقدام به آن مهم را پیدا نکرد.
در این زمان با توجه به فراهم‌کردن زیرساخت‌ها و شرایط مطلوب برای گسترش بازرگانی در دوران حکام قبلی، اقتصاد و تجارت کرمان به اوج خود رسید و باعث انباشته شدن ثروت فراوانی در خزانه حکومت شد. وی بعد از ۱۲ سال حکومت که اغلب اوقات در جیرفت، دارالملک زمستانی سلاجقه، به سر می‌برد، به مرگ طبیعی در سال ۵۶۳ درگذشت.

## دوران ضعف و آشفتگی
طغرل‌شاه قبل از مرگ، ارسلان‌شاه دوم را به عنوان ولی‌عهد خود معرفی کرد؛ ولی بعد از مرگ وی، در سال ۵۶۳ هجری، دو پسر دیگر او، بهرام‌شاه و توران‌شاه دوم، از ارسلان‌شاه فرمان نبردند و مدعی تاج و تخت و حکومت شدند و هرکدام در شهری مستقر گشتند. بدین ترتیب، درگیری بین مدعیان جانشینی آغاز و به تبع آن، دوران ضعف و کشمکش‌های سیاسی فرا رسید. در نتیجه، بیست سال آخر فرمانروایی قاوردیان در منازعات مدعیان و توطئه‌های امیران گذشت، و شاهزادگان قاوردی بازیچه غلامان، اتابکان و خادمان خود بودند، که در آخر باعث ویرانی و قحطی زیاد در کرمان و مکران شد. چنان‌که در آن ابوحامد کرمانی گفته‌است:
در عهد ما هر خوشه گندم که می‌آید، پرچمی با خود می‌آورد.
ابتدا، پس از آن که بهرام‌شاه طی درگیری‌هایی در کرمان قدرت شهر را به دست گرفت، ارسلان‌شاه که پسر ارشد و ولیعهد طغرل بود و امارت بم را در دست داشت، برادران خود را طبق وصیت پدر مبنی بر جانشینی وی، به اطاعت از خود دعوت کرد؛ اما بهرام‌شاه که قدرتی در کرمان پیدا کرده بود، آن را رد کرد و توران‌شاه، دیگر بردار خود را نیز که مدعی حکومت بود، شکست داد و علاوه بر کرمان، بر جیرفت نیز مسلط شد. توران‌شاه بعد از شکست به فارس رفت و لشکری از اتابک زنگی گرفت و با قدرتی بیش از دیگر براداران خود، به کرمان بازگشت. چون بهرام‌شاه که کنترل اکثر مناطق را در دست داشت، توانایی مقابله با ارتش وی را نداشت، به خراسان گریخت؛ ولی در خراسان لشکری گرد آورد و توانست توران‌شاه را شکست و به عراق عجم فراری دهد. در بحبوحه درگیری بین بهرام‌شاه و توران‌شاه، ارسلان‌شاه با سپاهی که از ارسلان بن طغرل، سلطان سلجوقی عراق گرفته بود، بهرام‌شاه را محاصره کرد. بهرام به بم رفت و با سپاهی دوباره به کرمان بازگشت. بهرام شهر را محاصره کرد و ارسلان‌شاه را به یزد فراری داد و خود وارد شهر شد و خود را سلطان سلاجقه کرمان معرفی کرد؛ ولی خود بعد از یک سال حکومت، در سال ۵۷۰ هجری، بر اثر بیماری استسقا درگذشت، تا دوباره اختلافات و تنش‌های بین دو برادر دیگر (توران‌شاه و ارسلان‌شاه) شعله‌ور گردد و کرمان دوباره گریبان گیر جنگ‌ها و نبردها شود و هم‌زمان با این اتفاقات، فرصت برای حکمرانان سایر مناطق مثل سلطان ارسلان بن طغرل و مؤیدالدین آی‌به فراهم آید، تا در امور حکومت کرمان دخالت کنند و در پی منافع خود باشند.
ابتدا ارسلان‌شاه بود که توانست تاج و تخت را به‌دست بگیرد، اما در سال ۵۷۲ هجری، پس از آن که در جنگ با برادر خود در سیرجان، توران‌شاه، کشته شد، توران‌شاه تونست با کمک آیبک که از طرف اتابک رکن‌الدین سام از اتابکان یزد به کرمان آمده بود، توانست قدرت را به دست بگیرد. ولی به تخت نشستن وی مقارن با نخستین حملات غزها به رهبری ملک دینار به کرمان و جیرفت و غارت و تصرف برخی از آن مناطق به دست وی در سال ۵۷۵ هجری بود. توران‌شاه بعد از ۷ سال حکومت، سرانجام در سال ۵۷۹ هجری در جریان یک شورش و توسط شخصی به نام رفیع‌الدین محمد (ظافر محمد) به قتل رسد، تا آشفتگی اوضاع بیش از پیش شود.

## پایان حکومت
بعد از مرگ توران‌شاه دوم، محمدشاه دوم، پسر بهرام‌شاه، با کمک ظافر محمد توانست از زندان فرار کند و بعد از جمع‌آوری قدرت، زمام امور حکومت را به‌دست بگیرد. اندکی بعد، محمدشاه که از ظافر محمد بیم داشت، وی را به قتل آورد، ولی حکومتش تحت نظر غزان که قدرت منطقه و کرمان را به‌دست گرفته بودند، قرار داشت.
در این زمان در اثر قحطی و آشفتگی امور مملکت، شرایط زندگی یرای عامه مردم سخت شده بود و محمدشاه برای حل این مشکلات و خارج شدن از زیر سلطه و نفوذ غزان ابتدا به بم رفت و سپس از اشخاصی همچون طغرل سوم، سلطان سلجوقی عراق، تکش، سلطان خوارزمشاهیان و شهاب‌الدین، سلطان غوریان، طلب کمک کرد؛ اما به نتیجه نرسید. شبانکاره‌ای می‌گوید:
... محمد پیش از رفتن به بم، چون از نفوذ غزان به تنگ آمده بود به اصفهان رفت و از سلطان طغرل بن ارسلان سپاه گرفت و به کرمان آمد. غزان چند روزی پنهان شدند.
سرانجام، در سال ۵۸۰ ه‍.ق ملک دینار به محمدشاه تاخت و کرمان را تصرف کرد، تا آل‌قاورد از صفحه روزگار محو و نابود گردد. محمد شاه نیز ابتدا به فارس و سپس به سیستان رفت، آن گاه به خوارزم نزد خوارزمشاهیان شتافت. پس از آن به غزنین رفت و در همان‌جا در سال ۵۸۳ هجری درگذشت. سرنگونی سلجوقیان کرمان موجب مهاجرت گروه کثیری از مردم بومی و افراد قبایل سلجوقی به شهرهای دیگر شد.

## اهمیت سلجوقیان کرمان
سلاجقه کرمان را به رغم روابط خویشاوندی با سلاجقه بزرگ، باید جزو سلسله‌های مستقل محلی به‌شمار آورد، که از جنبه‌های مختلف دارای آزادی و استقلال کامل از حکومت مرکزی سلاجقه بود.
ترکمانان سلجوقی پیش از اینکه بر سر کار آیند در دشت‌های آسیای میانه به معیشتی عشیره‌ای همراه با کوچ نشینی خو داشتند. آنها، پس از آن که در فلات ایران به قدرت رسیدند، بسیاری از سنت‌ها و رسوم قبیله‌ای و عشیره‌ای پیشین خود را در اداره قلمروشان به کار بردند. این امر نزد شاخه‌هایی از آن‌ها مانند سلجوقیان کرمان، که موفق به تشکیل حکومت محلی شدند، قوی تر هم بود. از جمله مواردی که سلجوقیان پس از به قدرت رسیدن در قلمرو خود، همچون زمان حضورشان در دشت‌های آسیای مرکزی به آن عمل نمودند، این بود که آن‌ها دو پایتخت (دارالملک) داشتند. جیرفت، دارالملک زمستانی، در منطقه گرمسیر کرمان قرار داشت و بردسیر، دارالملک تابستانی، در منطقه سردسیر قرار داشت.
حکومت قاوردیان توانست حدود صدوپنجاه سال در کرمان پابرجا بماند و در این مدت، کرمان و نواحی آن با دوری از منازعات داخلی خاندان سلجوقی در عراق و خراسان و آذربایجان و در سایهٔ خاندان قاوردیان، در زمینه‌های کشاورزی، دام پروری و گسترش آبادانی و بازرگانی رشد کرد. از دیگر دلایل اهمیت این سلسله، حضور و حکمرانی آن‌ها بر مناطقی همچون فارس، یزد، طبس، سیستان، مکران و حتی عمان بود، که نشان از قدرت و تسلط فراوان آن‌ها داشت.
هر چند فرمانروایی این سلسله در اواخر دوران خود دچار انحطاط و تفرقه بود، ولی در دوران قدرت موجبات امنیت و آرامش نسبی را فراهم کرد؛ و با وجود دور افتادگی از مراکز علمی، بعضی از فرمانروایان این سلسله در حمایت از علما، به تأسیس مدارس و تشویق اهل شعر و ادب اهتمام ورزیدند.
در دورهٔ طغرل‌شاه، رشد بازرگانی در کرمان و عمان موجب افزایش قابل توجه خزانه دولت شد و هم‌زمان توجه مخصوصی به آبادانی بلوچستان، به خصوص بندرها آن شد.
با وجود پریشانی و قحطی و سختی شدیدی که در واپسین سال‌های فرمانروایی قاوردیان در کرمان حاکم بود، غلبه ملک دینار بر کرمان، ظاهراً به عنوان غلبه یک منجی تلقی نشد. گزارش ستایش آمیزی که صاحب تاریخ عقدالعلی در این باب دارد، دست کم مبالغه‌آمیز است. بعد از سلاجقه کرمان قدرت محلی آن جا مدت زیادی در دست ملک دینار و اولاد او نماند و اندک زمانی بعد، براق حاجب، به آنجا آمد و سلسله قراختاییان را به وجود آورد.

## تشکیلات اداری

### تشکیلات اداری سلجوقیان بزرگ
حکومت سلجوقیان که بر اساس الگوی حکومتی سامانیان و غزنویان پایه‌ریزی شده بود، مرکب از دو بخش درگاه و دیوان بود. به این ترتیب که درگاه، خود به دو بخش تقسیم می‌شد: بخشی از درگاه، به حرم سلطان تعلق داشت و امور مالی و اقتصادی آن را وکیل خاص اداره می‌کرد و بخش دیگر درگاه، محل رفت‌وآمد افراد بلندپایه کشوری و لشکری، علمای مذهبی، دانشمندان و اقطاع‌داران بود. بخش دیگر سازمان اداری را دیوان تشکیل می‌داد، که در رأس آن وزیر قرار داشت و این دیوانسالاری عموماً در دست وزرای ایرانی بود. آشنا نبودن سلجوقیان با آداب و رسوم ایرانیان، موجب شد که از وزرا و دبیران ایرانی، برای سامان دادن به امور مملکتی استفاده کنند و با استفاده از توانمندی‌های ایرانیان در قالب دیوانسالاری به اداره امپراتوری بپردازند. دیوانسالاری کهن ایرانی نیز در پی ایجاد حکومت متمرکزی بود که از یک نقطه به اعمال قدرت بپردازد؛ بنابراین یکی از کارکردهای مهم وزارت، تدبیر امور مملکتی بود. خواجه نظام‌الملک طوسی، هسته اصلی و نقطه اتکای امور دیوانی سلطنت سلجوقیان بزرگ بود. وی به مدت ده سال به‌عنوان وزیر آلب‌ارسلان و بعد از کشته شدن وی در سال ۴۶۵ه‍. ق، به مدت بیست سال به‌عنوان اتابک و وزیر ملکشاه به اداره امور امپراتوری سلجوقی پرداخت. خواجه نظام‌الملک در این دوره در تمامی امور اعم از فتوحات و لشکرکشی‌ها، عزل و نصب‌ها، ازدواج‌های سیاسی، ارتباط با خلافت عباسی، نظارت بر اوقاف، نهادهای مذهبی و فرهنگی صاحب‌نظر بود.
گرچه در سنت حکمرانی سلطانی، مفهوم قدرت به معنی اینکه اقتدار اصلی در دست یک نفر، یعنی سلطان بود، ماهیت قدرت سلطان بستگی داشت به تعادل بین نیروها و مقامات مختلف، و حفظ قدرت سلطان از طریق کنترل قدرت بین امرا و ارتش و نهادهای دولتی صورت می‌گرفت، اما زمانی که اقتدار امرا از سلطان بیشتر می‌شد، دولت صبغه نظامی به خود می‌گرفت، لذا دیوانسالاری نقشی صوری پیدا می‌کرد و حکومت مرکزی سست می‌شد.
نهاد اتابکی، نهادی بود که در دوره سلجوقی قدرت بیشتری گرفت. هرچند شاید بتوان منشأ آن را در سازمان اجتماعی و رسوم ترکمانان پی گرفت. نخستین فردی که لقب اتابک گرفت، نظام الملک بود که از سوی ملکشاه، به مناسبت مساعدت‌های وی در مسیر رسیدن به تخت پادشاهی، به خواجه اهدا شد. نهاد اتابکی در شکل اولیه و اصلی خود، نوعی نهاد اجتماعی بود و بعدها در نتیجهٔ نظامی شدن دولت، تغییر کاربری داد. این نهاد در زمان سلجوقیان تحول یافت و دارای وجوه اجتماعی و سیاسی گردید. اتابک تعلیم و تربیت شاهزاده را بر عهده داشت. از نظر سیاسی یکی از مسائل نهاد اتابکی، نظارت بر امرا و جلوگیری از شورش آنان در منطقه بود. به محض این که قدرت امرا در رابطه با قدرت سلاطین افزایش می‌یافت، شکل عملی به خود می‌گرفت. هنگامی که نهاد اتابکی نهاد برجسته‌ای شد، خود اتابک حاکم طبیعی واقعی ایالت گردید و شاهزاده همراه وی نیز به صورت آلت دست درآمد. به مجرد آن که جنبهٔ سیاسی نهاد اتابکی بر جنبه اجتماعی آن تفوق یافت، ایالت‌ها به جای یک نفر به چند تن از اتابک‌ها سپرده شدند یا این که یک امیر، اتابک تعدادی از ایالت‌ها گردید. از یک طرف، سلطان سعی می‌کرد از طریق نهاد اتابکی اتحاد معمولی امرای بزرگ را تأمین کند و از طرف دیگر، آنان درصدد استقرار و استحکام استقلال واقعی خود بودند. امرا همواره تلاش می‌کردند که با توجه به موروثی بودن سلطنت، یکی از افراد خاندان خود را به نام اتابک به قدرت برسانند، تا این که قادر باشند به کام خود حکومت کنند. بدین سان، نهاد اتابکی سیاسی، عامل بالقوه‌ای در فروپاشی امپراتوری سلجوقی گردید.

### تشکیلات اداری سلجوقیان کرمان
سلاجقه کرمان نیز همچون سلاجقه بزرگ، و تا حد زیادی به تقلید از این دولت، دیوان‌هایی همچون دیوان وزارت، دیوان اشراف، دیوان استیفا، دیوان انشاء و مناصب دیگری همچون اتابکی و امیر سلاح داشتند.
همزمان با به تخت نشستن قاورد در دارالملک بردسیر، قاضی آن ولایت، فردی با نام محمد فزاری بوده‌است. این شخص در زمان آل بویه نیز از جمله قضات فارس و کرمان بوده و در نزد عضدالدوله دیلمی از احترام خاصی برخوردار بوده‌است. فرزندان وی نیز قضاوت در فارس و کرمان را بر عهده داشتند از جمله فرزندش ابوالحسن فزاری که به قول نویسنده کتاب فارسنامه، «هرگز مال نیندوختی و جز بر بهیمه مصری ننشستی..». وی را نزد قاورد آوردند و سلطان بلافاصله پس از دیدن فزاری، در سال ۴۳۳ هجری منصب وزارت را به او واگذار نمود. به این ترتیب می‌توان دریافت که نخستین وزیر دربار سلاجقه کرمان، محمد فزاری است. وی منشأ خدماتی در زمینه‌های عمرانی و سیاسی بوده‌است.
از جمله حوادث سیاسی دوران سلطنت قاورد رابطه او با سلاجقه بزرگ، از جمله عصیانش علیه آلب‌ارسلان است. ابن اثیر، محرک قاورد علیه برادرش را وزیری نادان می‌داند که «مرتب، قرا ارسلان قاورد را به استبداد، توصیه می‌کرد و تحت تأثیر این وزیر بود که قاورد، عصیان ورزید». که آن وزیر همین شخص، یعنی محمد فزاری بوده باشد. همان‌طور که گفته شد یکی از نقش‌هایی که وزرا در اداره امپراتوری سلجوقی بر عهده داشتند توسعه متصرفات امپراتوری بود. شاید در همین راستا فزاری، مشوق قاورد در حمله به برادرش بوده‌است. وی قاورد را امیدوار کرده بود که می‌تواند بر امپراتوری سلجوقی مسلط شود. فزاری می‌دانست که در کنار فتوحات قاورد نقش وی نیز پررنگتر خواهد شد. فزاری که نتوانسته بود در این راستا موفقیتی به دست آورد کوشید تا با انجام کارهای عمرانی، محبوبیتی در میان مردم کسب کند. از همین رو شروع به ساخت اماکن علمی و مذهبی نمود. از جمله کارهای عمرانی محمد فزاری، تأسیس مدرسه‌هایی در شیراز بود که این وزیر «ضیاع فراوانی وقف آن نمود».
تا عهد ایران‌شاه قدرت بخش اداری و دیوانی در دستان وزیر منصوب شده از جانب شاه بود، اما از عهد ایران‌شاه گروه‌های دیگر نظیر امیرالامراها و اتابکان، توانستند قدرتی در بخش اداری و دیوانی کسب کنند. در باب سلجوقیان کرمان، می‌توان برای نخستین بار تأثیر اتابک ایران‌شاه، کاکابلیمان، اشاره کرد که توانست بر خود شاه و روند حکومت داری وی تأثر بسزایی گذارد.
با به قدرت رسیدن محمدشاه، تمام تلاش او صرف این شد، که امرا را راضی نگه دارد، تا به برادرش سلجوق‌شاه نپیوندند. این امر سبب قدرت‌گیری فراوان امیرالامراها گردید. به‌طوری‌که وزرا، کاملاً به حاشیه رانده شدند و در منابعی که از دوران سلطنت محمد بن ارسلان‌شاه سخن به میان آمده، حتی نام یک وزیر نیز نیامده است. بی شک موفقیت یک نظام دیوانسالاری در گرو قدرت افراد و نهادهایی است که در برابر کل اجزای سیستم مسؤولیت دارند. همان روندی که در دوران محمدشاه پیش‌آمد و سرانجام امیرالامراها، که در واقع تا حد اتابکی سلطان نیز پیش رفته و تمام اختیارات دربار را در دست می‌گرفتند، وزرا را عقب‌رانده و وزارت را به انزوا می‌کشاندند.
دربارهٔ وضعیت وزرات هم‌زمان با دوره آشفتگی، باید چنین گفت که به دو دلیل وزرا عملاً نقشی در اداره کرمان نداشتند؛ اول آنکه قدرت بسیار زیاد اتابکانی همچون اتابک مؤیدالدین ریحان و اتابک قطب الدین محمد، اجازه خودنمایی به وزرای هم‌زمان با آن‌ها را نمی‌داد و دیگر آن‌که هیچ‌کدام از وزرای این دوره آشفته نیز آن قدر مقتدر نبودند تا بتوانند زمام امور را در دست بگیرند و اینکه در دولت سلاجقه کرمان به موازات کاهش قدرت سلطان، وزیر همان نقش صوری را نیز از دست داد؛ اما در دولت سلاجقه کرمان امور تحت نظر امرا و اتابکان بود، به‌طوری‌که حتی آنان می‌توانستند سلطان را تحت کنترل خود درآورند و وزرا را بکشند. عملکرد ضعیف نهاد وزرات در این دوره منجر به آن شد، که منابع پیرامون این موضوع کمتر صحبت کنند؛ به‌طوری‌که تاریخ عزل و نصب وزرا در بسیاری موارد ذکر نشده‌است. وزارت در عهد فرزندان طغرل‌شاه به وضع بغرنجی رسید. دولت سلجوقی کرمان تحت اقتدار امرای نظامی قرار گرفت. اقتدار امرا، کاهش ابهت سلطان را در پی داشت. رقابت اتابکان قدرت را از دست وزرا ربود و این رقابت‌ها موجب شد که عمر وزارت وزرا بسیار کوتاه باشد.

### وزرا و اتابکان آل‌قاورد
- محمد فزاری (نامشخص - ۴۵۹ هجری): از قضات مشهور کرمان و مورد اعتماد بویهان و دیلمیان بود، که بعد از فتح کرمان توسط قاورد به سمت وزارت رسید و منشأ کارهای عمرانی و سیاسی زیادی در کرمان بود و مشوق قاورد برای ایستادگی در مقابل آلب‌ارسلان شد.[۱۹۶]
- مکرم بن علا (۴۶۵–۴۹۰ هجری): در اواخر حکومت قاورد به منصب وزرات رسید و تا دوران حکمرانی توران‌شاه بر منصب باقی ماند و در کرمان خدمات فراوانی، از جمله مسجد ملک، را انجام داد. فردی بسیار علم‌دوست، ادب‌پرور و البته سخاوتمند و کریم بود. معزی در شعری وی را با لقب مجیرالدوله ستوده‌است:[۱۹۷]

| صاحب دولت مجیر دولت و صدر کفاه          |  | ناصرالدین کدخدای خسرو گیتی ستان       |
| سید و تاج وزیران مکرم آن که هست         |  | منعم فی کل حال مبتل فی کل شأن…        |
| نام آن صاحب که شاهنشاه را دستور بود     |  | از مناقب داستان شد در ری و در اصفهان  |
| نام این صا حب که دستور است ایرانشا ه را |  | از فضایل هست در ایرا ن و توران داستان |

.
- اتابک نصیرالدوله (۴۹۰–۴۹۵ هجری): وزیر و اتابک ایران‌شاه که سدی در مقابل تفکرات اسماعیلی وی بود.[۱۹۸]
- مولانا مجدالدین (۴۹۵–۴۹۷ هجری): وزیر ارسلان‌شاه.
- ناصح‌الدین ابوالبرکات (۵۵۲–۵۵۵ هجری): از وزرای دوران طغرل‌شاه که از وزارت کناره‌گیری کرده و به تصوف رو آورد.[۱۹۹]
- ناصرالدین افزون (۵۶۶–۵۶۷ هجری): دیگر وزیر طغرل‌شاه که تا زمان مرگ وی بر همین منصب ماند و سپس در دوران آشفتگی به خدمت ملک دینار درآمد.[۲۰۰]
- ابوحامد افضل‌الدین کرمانی: وی مدت‌ها در دولت سلجوقیان کرمان به شغل دبیری و طبابت مشغول بود و بعد از چیرگی ملک دینار، طبیب مخصوص وی شد و علاوه بر این، به خاطر جایگاه برترش در علم طبابت از یاری و پشتیبانی اتابکان یزد و اولاد طغرل‌شاه سلجوقی نیز برخوردار بود.[۲۰۱][۲۰۲]
- اتابک مویدالدین ریحان (۵۶۰–۵۷۰ هجری): زمام امور را در اواخر حکومت طغرل‌شاه بر عهده داشت و به بهرام‌شاه برای رسیدن به تخت حکومت کمک کرد.
- اتابک محمد بزقش (۵۷۰–۵۷۲ هجری): وی پس از مویدالدین ریحان، بزرگ‌ترین اتابک کرمان بود که ابتدا به بهرام‌شاه و سپس ارسلان‌شاه پیوست.[۲۰۳]
- ضیاءالدین ابوالمفاخر (۵۶۵–۵۶۶ هجری): وزیر بهرام‌شاه که بعد از پیروزی وی بر رقیبان به این منصب رسید. وی قبل از وزارت، مشرف دیوان بم بود.
- زین‌الدین کیخسرو (۵۶۶–۵۶۷ هجری): که پس از مرگ ابوالمفاخر به این منصب رسید و مدت کوتاهی بر این منصب بود.[۲۰۴]
- ظهیرالدین افزون: از اتابکان و وزرا سلاجقه کرمان
- زین‌الدین مهذب: از اتابکان و وزرا سلاجقه کرمان
- نصیرالدین ابولقاسم: از اتابکان و وزرا سلاجقه کرمان
- شهاب‌الدین کیا محمد بن المفرح: از اتابکان و وزرا سلاجقه کرمان
- سابق‌الدین زواره‌ای: از اتابکان و وزرا سلاجقه کرمان
- خواجه علی خطیب: از اتابکان و وزرا سلاجقه کرمان
- فخرالاسلام: از اتابکان و وزرا سلاجقه کرمان
- شرف‌کوبنانی: از اتابکان و وزرا سلاجقه کرمان[۲۰۵]

## وضعیت اقتصادی و تجاری
سلجوقیان پس از تصرف کرمان و نواحی اطراف آن، توجه خود را معطوف به تجارت و راه‌های تجاری این نواحی کردند و برای رونق بخشیدن به آن، اقداماتی را انجام دادند. این اقدامات از زمان مؤسس این سلسله، ملک قاورد، آغاز شد. وی علاوه بر اینکه حکومتی نسبتاً قدرتمند را در منطقه شرق و جنوب شرق فلات ایران به وجود آورد، اقداماتی را نیز در جهت مستحکم ساختن پایه‌های حکومت نوظهور خود برداشت و آسایش و امنیتی قابل توجه را در این مناطق پدید آورد. این آسایش، دائمی نبود و فراز و نشیب‌هایی داشت و برخی سلاطین نالایق این سلسله، آرامش به وجود آمده در زمان ملک قاورد را برهم می‌زدند؛ اما بی‌شک اقدامات مَلک قاورد سلجوقی، در سر و سامان دادن به امور تجاری کرمان، نقش مهمی در قدرت بخشیدن به سلاجقه کرمان داشت. وی پس از فتح کرمان و بیرون راندن دیلمیان، در نخستین گام، قوم راهزن و سخت‌کُشِ قفص را که از سالیان دور در جنوب کرمان ساکن شده و امنیت کرمان را برهم زده‌بودند، به شدت سرکوب کرد و با قتل بزرگان این قوم، امنیت را به راه‌های تجاری کرمان، به ویژه منطقه جیرفت که از مراکز تجاری مهم کرمان بود، بازگرداند. همچنین، قاورد به تمام نواحی کرمان لشکر کشید و آن نواحی را تصرف کرد و حکومتی یکپارچه ایجاد کرد.
پس از سرکوب قوم قفص و برقراری امنیت در مسیر جیرفت و جبال بارز، به علت خبرها و وصف‌هایی که از ثروت بیکران و وضع بی‌دفاع ایالت عمان شنید، متوجه آن ناحیه شد و در پی تسخیرش برآمد. علاوه بر این توصیفات، سرزمین عمان از لحاظ تجاری و اقتصادی، موقعیت ویژه‌ای داشت و از آنجا که حاکم عمان بر مناطقی همچون لحسا و قطیف و سرزمین بحرین نیز حکم می‌راند، تصرف عمان به منزله دستیابی به تمامی این نواحی محسوب می‌شد. ملک قاورد برای رسیدن به این خواسته خود، با کمک حاکم هرمز توانست به راحتی و بی هیچ مقاومتی از جانب حاکم عمان، شهریار بن تافیل، این ناحیه را تصرف و گنجینه‌هایش را برای خزانه خود ضبط کند. وی سپس، حاکم عمان را امان داد و بر مقام خویش، ابقا کرد و تنها امیری از جانب خود در آنجا برای کنترل حاکم عمان گماشت.
وی با اقدامات خود کرمان را به حالتی نیمه مستقل درآورد و دستور داد، پرچمی به شیوه سلجوقیان با نقش تیر و کمان بسازند و نامه‌ها را با نام و القاب وی ثبت کنند. او همچنین، برای یکسان‌سازی و حفظ ثبات عیار سکه‌های قلمروش تلاش و دقت بسیار کرد، که بدون تردید، این اقدام وی در رونق تجارت کرمان و نواحی اطراف آن نقشی انکار ناشدنی داشت.

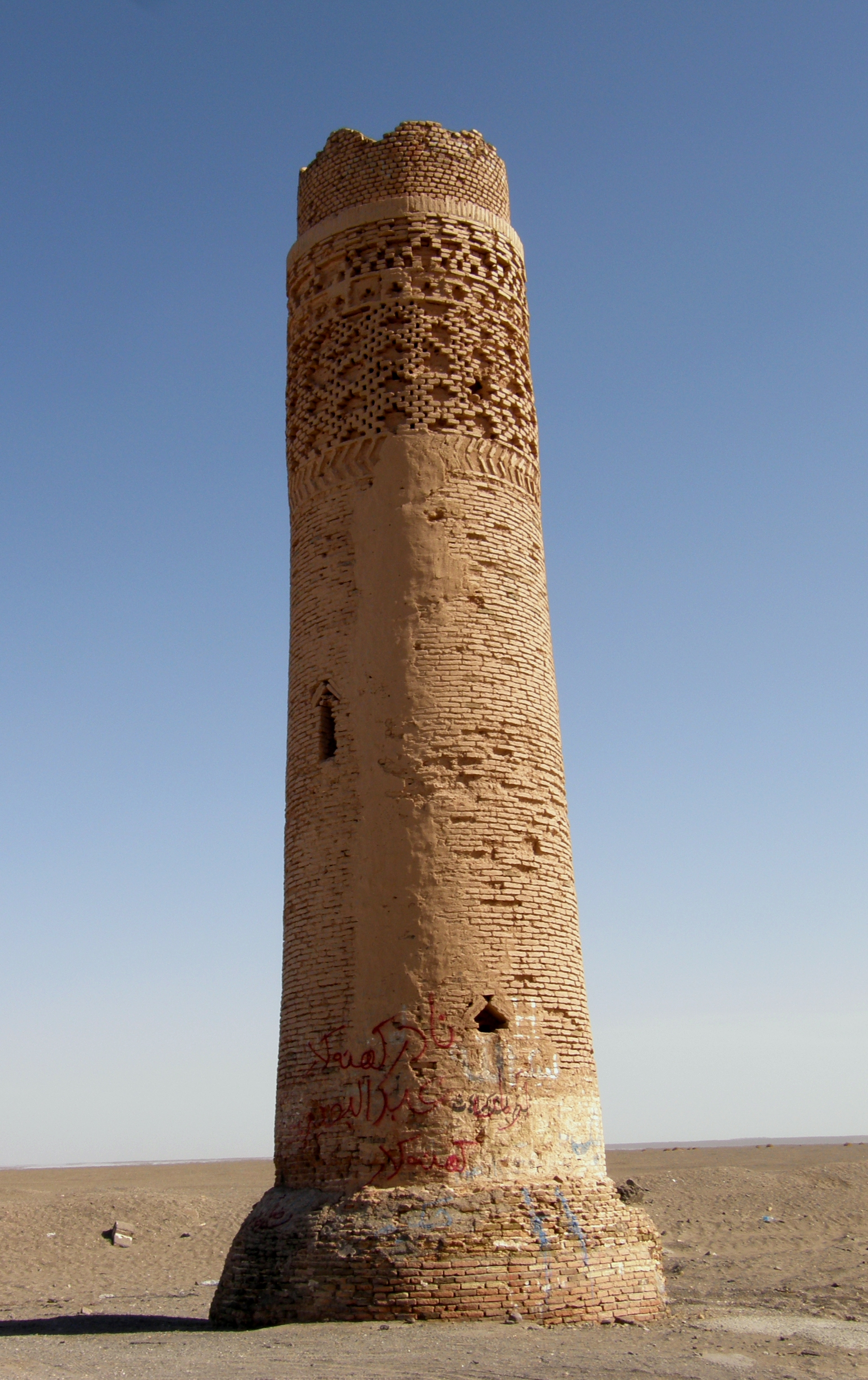
میل نادری یا قاوردی فهرج که کاربرد آن مشخص‌کردن مسیر برای تجار و مسافران بود

قاورد به راه‌های تجاری نیز اهمیت داد و برای بهبود وضع بازرگانی و کمک به مسافران و کاروان‌ها، در مسیرهای پر رفت‌وآمد تجاری، تسهیلاتی ایجاد کرد؛ از جمله اقدامات وی در این زمینه، ساخت میل‌هایی در طول مسیر راه‌های تجاری بود. این میل‌ها از چند فرسنگی دیده می‌شد و از سردرگمی مسافران و تجّار جلوگیری می‌کرد. به امر سلطان، در کنار این میل‌ها، آبگیر و حوض و حمامی از آجر ساخته شد تا مسافران، بازرگانان و اسبان و شترانشان، استراحتی کنند و آبی بنوشند. راه تجاری کرمان به سیستان، یکی از این راه‌ها است که هنوز، آثار بناهای قاوردی در آن مشاهده می‌شود. این راه از میان کویر لوت عبور می‌کرد. به دستور ملک قاورد، در این راه، از سرِ درّه تا فهرجِ بم، که بیست و چهار فرسخ (حدود یکصد و چهل کیلومتر) را در بر می‌گرفت، در هر سیصد قدم میلی به ارتفاع دو برابر قامت انسان، ساخته شده بود؛ به نحوی که شب از پای هر میل، میل دیگر دیده می‌شده‌است. علاوه بر این میل‌ها، کاروانسراها، حصارها، مناره‌ها و چاه‌های آب بسیاری نیز در طول مسیرهای تجاری ایالت کرمان ساخته شد. وی همچنین، در ده فرسنگی یزد، چاهی بنا نهاد که به چاه قاوردی مشهور بود، که مورد استفاده تجار بین کرمان و یزد قرار می‌گرفت و همیشه مأموری برای حفاظت از آن، در کنار چاه مستقر بود.

ملک قاورد با چنین اقداماتی، توانست در سرزمین کرمان ثبات و امنیتی ایجاد کند، که در رشد و پیشرفت تجارت در ناحیه نقش بسزایی داشت. به‌طوری‌که به نوشته ابوحامد کرمانی: 
چهار حد کرمان، چنان شد که گرگ و میش، باهم آب خوردی و فراخی به حدّی شد که نقلهٔ اخبار آورده‌اند که وقتی در صمیم زمستان به جیرفت می‌رفت، چون حرکت رکاب فرمود در بردسیرِ کرمان، صد مَن نان، به دیناری سرخ بود. بعد از آنکه به دولتخانهٔ جیرفت فرود آمد، آنهای رأی پادشاه کردند که هم در این هفته در بردسیر، نود مَن به دیناری کردند و نیز آرد سیاه و تباه می‌پزند؛ در حال با ده سوار از خواص عزم بردسیر کرد و یک شبانه روز به بردسیر آمد و جمله نان‌بایان را بخواند… پس چند تَن از معارف خبّازان در تنور تافته نشاند و بسوخت! و باز به جیرفت آمد.
در دوران بعد از قاورد، یعنی دوران توران‌شاه، مردم عمان شورش کردند و امیر و فرماندهان سلاجقه را از شهر بیرون راندند؛ اما این ناآرامی با درایت و کاردانی ملک توران‌شاه و ارسال سریع نیروی نظامی، به زودی سرکوب شد و بار دیگر آرامش به آن ناحیه بازگشت. ناحیه‌ای که از نظر تجاری و بازرگانی، بسیار مهم و برای سلاطین سلجوقی کرمان، از ارزشی فراوان برخوردار بود. اقدام دیگر وی در زمینه تجارت، جایگزین‌کردن جزیره کیش، به جای بندر سیراف، به عنوان مرکز تجارت خلیج فارس بود؛ و اینچنین شد که به تدریج، امیران جزیره کیش قدرت یافتند و همواره، با ملوک هرمز از لحاظ بازرگانی، در رقابت بودند.
بعد از دوران توران‌شاه، ارسلان‌شاه به حکومت رسید و به مدت ۴۲سال در مسند سلطنت بود. در دوران طولانی حاکمیت این سلطان تازه بر تخت نشسته، تجارت و بازرگانی توسعه چشمگیری پیدا کرد. در این زمان، کرمان به سمت پیشرفت و آبادانی رفت؛ چنان‌که از نظر خرّمی و طراوت، با خراسان و عراق برابری می‌کرد. کاروان‌های تجاری روم، خراسان و عراق مسیر خود را به سوی هندوستان، حبشه، زنگبار، چین و مناطق اروپایی همچون بالکان و ایتالیا از طریق ساحل‌های کرمان، انتخاب می‌کردند. ارسلان‌شاه در شهرهای کرمان، بناهایی نظیر مدارس و کاروانسراهایی ساخت تا رفاه مسافران و تجار را بیش از پیش تأمین سازد.
در زمان محمدشاه، فرزند و جانشین ارسلان‌شاه، تجارت همچنان راه پیشرفت خود را ادامه داد. پس از مرگ وی، فرزندش طغرل‌شاه با شکست برادر خویش، محمودشاه، بر تخت سلطنت نشست. وی در حالی به سلطنت رسید که پدرش امنیت کامل را در این ایالت برقرار کرده و در ظل این امنیت و آرامش، تجارت رونق پیدا کرد. طغرل‌شاه بیشتر وقت خود را به عشرت و خوشگذرانی گذرانده بود؛ اما وجود اتابکان کاردان، امنیت و آسایش را به کرمان بازگردانده بود. این اتابکان با درایت و کاردانی خود، نه تنها توانستند آرامش و امنیت قلمرو سلاجقه کرمان را فراهم کنند، بلکه سال‌های سلطنت طغرل‌شاه سلجوقی را نیز به یکی از درخشان‌ترین دوره‌های حکومتی سلاطین سلجوقی تبدیل کرد. خواجه اتابک علاءالدین نه تنها ثبات را به اوضاع سیاسی قلمرو سلاجقه کرمان برگرداند، بلکه در سایه این آرامش سیاسی، مقدمات رشد تجارت و پیشرفت اوضاع اقتصادی این دولت را نیز فراهم ساخت.
با مرگ طغرل‌شاه، امنیت و آسایش در این دیار از بین رفته و دوران پر آشوب کشمکش‌های فرزندان وی برای کسب قدرت، کرمان را به ویرانی کشاند. در واقع، باید گفت هر آنچه سلاطین پیشین سلجوقی کرمان، در جهت توسعه تجارت این سرزمین انجام داده بودند، به یکباره از بین رفت. این کشمکش‌ها نه تنها تجارت و مراکز تجاری را رو به رکود برد، بلکه قحطی و گرسنگی را در کرمان گستراند. به‌طوری‌که به قول ابوحامد کرمانی:
در کرمان قحطی مفرط ظاهر شد و سفره وجود، از مطعومات چنان خالی که دانه در هیچ خانه نماند. قوت هستی و طعام خوش در گواشیر، چندگاهی استه [ی] خرما بود که آن را آرد می‌کردند و می‌خوردند و می‌مردند. چون استه نیز به آخر رسید؛ گرسنگان، نطع‌های کهنه و دلوهای پوسیده و دبّه‌های دریده، می‌سوختند و می‌خوردند و هر روز چند کودک در شهر گم می‌شدند که گرسنگان، ایشان را به مذبح هلاک می‌بردند و چند کس فرزند خویش طعمه ساخت و بخورد. در همه شهر و حومه، یک گربه نماند و در شوارع، روز و شب سگان و گرسنگان در کشتی بودند؛ اگر سگ غالب می‌آمد، آدمی را می‌خورد و اگر آدمی غالب می‌آمد، سگ را….
در این شرایط آشفته، هر کدام از فرزندان طغرل‌شاه، برای رسیدن به حکومت کرمان، علاوه بر لشکرکشی‌های ویرانگر خود به شهرها و بندرها مختلف این مملکت، از حکّام بلاد همجوار، یعنی فارس و خراسان و عراق عجم، نیز کمک خواسته و لشکریان آن‌ها را نیز، به ویرانی کرمان دعوت می‌کردند. بدون شک، هر لشکرکشی به منزله از بین رفتن امنیت و ثبات و آرامشی بود که در سایه آن، تجارت و بازرگانی رونق می‌یافت. این لشکرکشی‌ها صدمات جبران‌ناپذیری بر پیکره کرمان، راه‌های تجاری و به‌طور کلی، بازرگانی این ایالت وارد ساخت؛ برای نمونه یکی از این صدمات، لشکرکشی شاهزاده بهرام‌شاه، با کمک لشکر خراسان، به کرمان بود. این لشکر پس از پیروزی و ورود به جیرفت، مشغول غارت ناحیه قمادین، یعنی مرکز و قطب تجاری کرمان شدند و آن را نابود کردند، به‌طوری‌که دیگر نتوانست مانند گذشته شود. بدین ترتیب، این مرکز تجاری که به قول ابوحامد کرمانی؛
مسکن غرباء روم و هند و منزل مسافران برّ و بحر، خزینه متموّلان و گنج خانه ارباب بضایع شرق و غرب [بود]، به دست لشکر خراسان افتاد و استباحت آن خطه محمی و افتراع آن عروس دوشیزه، بر دست ایشان رفت و آن را عالی‌ها سافل‌ها کردند و چند روز در جیرفت و رساتیق و نواحی، بازار نهب و غارت قایم بود و قتل و شکنجه و تعذیب دایم….
و حملات پایانی را نیز قوم ویرانگر غز، به سرکردگی ملک دینار به تجارت کرمان وارد کردند و به دنبال آن، آسایش و امنیت نسبی که در این دوران به وجود آمده بود، به کلی از میان رفت و تجارت نیز با رکودی بی‌سابقه مواجه شد. ابوحامد کرمانی که خود شاهد این دوران بوده‌است، اوضاع آن روزگار را چنین تشریح می‌کند:
هنوز تا این غایت، ربض بردسیر مسکون و منازل معمور و سقف‌ها مرفوع و بازارها بر جای و کاروانسرای‌ها برپای بود تا هجوم غزروی نمود، به کلی عمارت ربض برافتاد و رعایا بعضی مردند و بعضی جلای وطن کردند، تا کار به آنجا رسید که کرمان در عموم عدل و شمول امن و دوام خصب و فرط راحت و کثرت نعمت، فردوس اعلی را دوزخ می‌نهاد و با سغد سمرقند و غوطه دمشق، لاف زیادی می‌زد، امروز در خرابی، دیار لوط و زمین سبا را سه ضربه نهاد.

### راه‌های تجاری

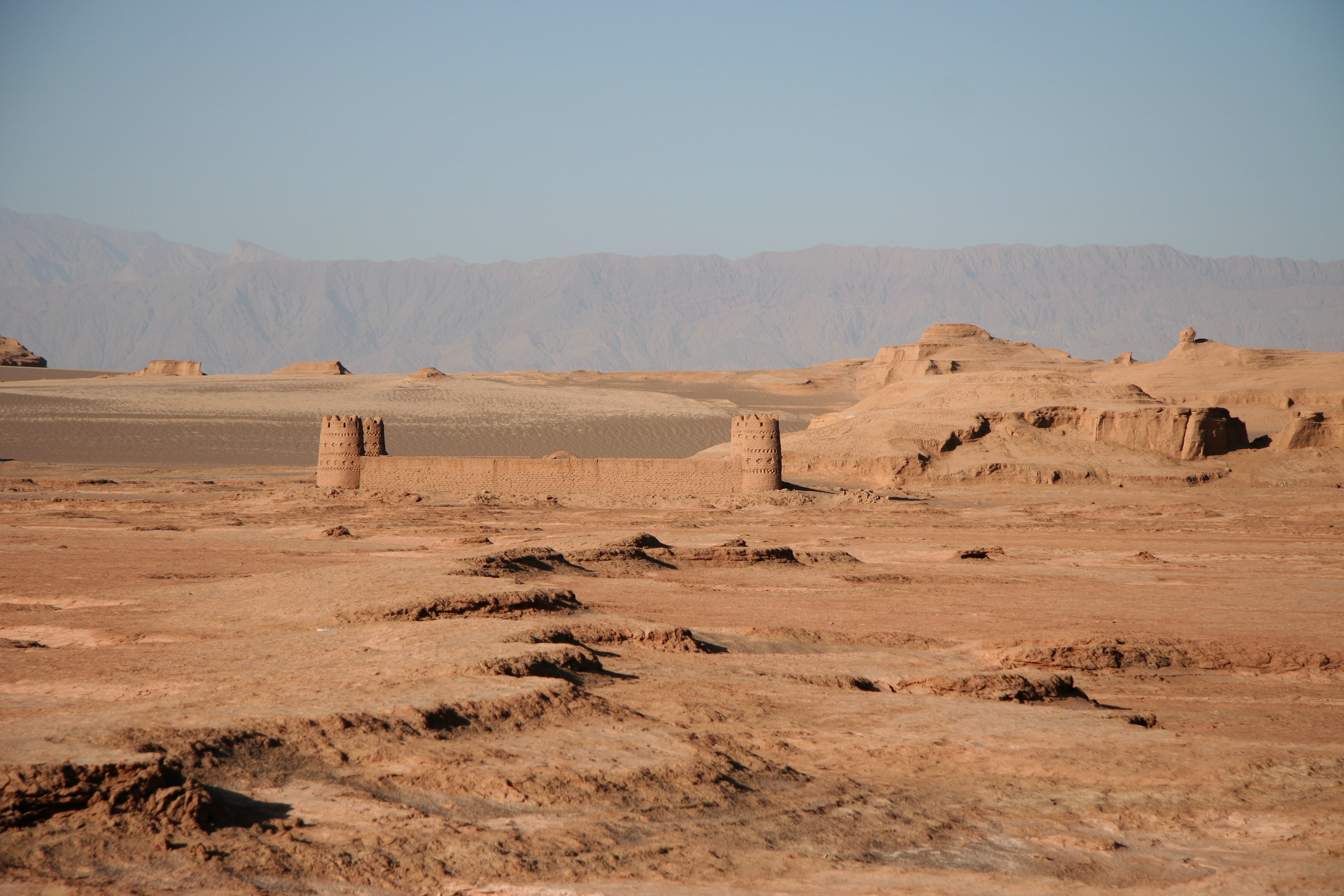
یک کاروانسرا در شهداد در مسیر کرمان به قهستان

ایالت کرمان از گذشته‌های بسیار دور، دارای راه‌های تجاری مهمی بود که برخی از این راه‌ها، هم‌زمان با حاکمیت شاهان سلجوقی بر این ایالت، بازسازی شده یا امنیت آن‌ها برقرار شد. این مسیرهای تجاری براساس گزارش‌هایی از ابن‌حوقل، ابن اثیر، ابن‌رسته، ابوحامد کرمانی و اصطخری، عبارت بودند از:
- راه کرمان به سیستان: این راه، همان راهی است که قاورد در طول آن، میل‌ها و مناره‌هایی برای رفاه تجار و مسافران ایجاد کرد و این مسئله نشان دهنده اهمیت فراوان این راه تجاری است. این راه، راهی کویری که ابتدا از بردسیر به خبیص، سپس به نرماشیر و از آنجا در قسمت باریک کویر، از فهرج گذشته و پس از طی چهار منزل دیگر، به سنیج یا اسپی در سیستان می‌رسید. سرانجام به زرنج، کرسی این ایالت، می‌رسید.[۲۴۶] این راه در ادامه، به سمت ماوراءالنهر ادامه می‌یافت. بخشی از مناسبات تجاری کرمان با مناطق شرقی ایران، از این طریق صورت می‌گرفت. یکی از مراکز بین راهی این منطقه، شهر نرماشیر بود که شهری مهمی برای دادوستد بازرگانان خراسان با تجار عمان و مسیر عبوری حاجیان سیستان محسوب می‌شد و نیز در داخل شهر بازاری وجود داشت، که کالاهای هندی در آن دادوستد می‌شد. در این راه اصلی، تعدادی راه فرعی وجود داشت که به سمت جنوب مکران می‌رفت و به بندر تجاری تیز در سواحل شمال شرقی دریای عمان می‌رسید.[۲۴۷]
- راه کرمان به قهستان: این راه از شهر راور، در چند فرسخی شرق کوهبنان آغاز می‌شد و پس از طی مسافتی، به نابند در کویر لوت رسیده و پس از گذر از کویر به شهر خور در قهستان می‌رسید. در بین این راه، هر چهار فرسخ، حوض‌های آبی برای رفاه تجار و مسافران در نظر گرفته شده بود؛ همچنین راه دیگری وجود داشت که از شهر کویری خبیص شروع می‌شد و پس از طی چند فرسخ، به شهر خوسف قهستان می‌رسید.[۲۴۸]
- راه‌های کرمان به خراسان: راه‌هایی که از کرمان، به قهستان و سیستان می‌رفتند، در ادامه، به خراسان می‌رسیدند. این راه‌ها پس از طی چندین منزلگاه، از یک طرف به شهرهای اسفند و نیشابور و ازطرفی دیگر، به پوشنج، در چند فرسخی هرات می‌رسید.[۲۴۹] راه دیگر، مسیر کویری از کرمان به هرات بود، که در مسیر آن جز چند حلقه چاه آب، چیزی وجود نداشت؛ اما راه اصلی ارتباطی که کرمان را به خراسان متصل کرده بود، از شهر راور شروع و پس طی چندین فرسخ از مسیر نایبند، دهوک، طبس، گناباد، زاوه و ترشیز به نیشابور، از شهرهای مهم خراسان، می‌رسید. یک راه فرعی از این شاهراه، از دربند به بیرجند و از آنجا به گناباد می‌رفت. دیگر مسیر مهم به سمت خراسان، از خبیص به بیرجند می‌آمد و از آنجا به گناباد می‌رفت و با طی‌کردن قائن و گناباد، به تربت حیدریه و نیشابور می‌رسید. بهرام‌شاه که یکی از مدعیان تاج و تخت دولت در سال‌های پایانی حکومت آل قاورد، درگیر نبرد با برادران خود بود، برای کمک خواستن از مؤیدالدین آی ابه از این راه به جانب خراسان حرکت کرد.[۲۵۰][۲۵۱] یکی از راه‌های اصلی بغداد به سمت ماوراءالنهر، عبور از فارس و گذشتن از بردسیر و رسیدن به خراسان بود. در طول این مسیر، کاروان‌های تجاری زیادی در حرکت بودند و کالاهای تجاری مختلف را از بغداد به خراسان و بالعکس، جابه‌جا می‌کردند و با توجه به اینکه کرمان در مسیر این کاروان‌های تجاری قرار داشت، کالاهای مختلف در کرمان نیز دادوستد می‌شد. به‌طور کلی می‌توان گفت که تجارت میان دو ایالت کرمان و خراسان از رونق فراوانی برخوردار بود. به همین علت، این راه تجاری از اهمیتی و ارزش فراوانی برخوردار بود.[۲۵۲]

مسیرهای تجاری ایالت کرمان در دوران زمامداری سلاجقه

- راه کرمان به فارس و عراق عجم: هم‌زمان با تسلط آل قاورد بر کرمان، راهی از شهرهای شمالی کرمان عبور می‌کرد که از راه بافق، به سوی یزد می‌رفت و در ادامه به راه ارتباطی شیراز و اصفهان می‌رسید. بدین ترتیب، به عراق عجم متصل می‌شد. دومین راه موجود، از طریق شهربابک به بخشی از شبانکاره می‌رسید و سپس به فارس متصل می‌شد و دیگر راه موجود، از سیرجان به ناحیه اصطهبانات در شبانکاره می‌رفت و بعد از آن از راه سروستان به شیراز وارد می‌شد.[۲۵۳]

مرکز راه‌های ارتباطی بین کرمان و شیراز، میمند بود. در واقع، شهر میمند نقطه‌ای بوده که سه جاده مهم تجاری بین کرمان و شیراز، در آن به هم می‌رسید و کالاهای تجاری با یکدیگر دادوستد می‌شد به همین خاطر، این راه‌های تجاری اهمیتی فراوانی داشتند و در عهد قاورد و ارسلان‌شاه، توجه ویژه‌ای به این راه‌ها شد.
- راه‌های کرمان به سواحل خلیج‌فارس: در این دوران بندرها ایران نظیر راه هرموز از اهمیت و موقعیت استراتژیک و تجاری برخوردار بودند. راه هرمز از سایر راه‌های تجاری بندرها جنوب ایران، مسیری کوتاه‌تر و آبادتر داشت. این راه از بندر هرموز، که جزئی از قلمرو سلاجقه کرمان محسوب می‌شد، (بارگه کرمان) شروع می‌شد و پس از عبور از جبال و منوجان و رودبار به جیرفت و از آنجا به بردسیر می‌رسید و در ادامه از شهرهای چترود و زرند و کوهبنان عبور می‌کرد و به سمت یزد و خراسان و نواحی دیگر کشور می‌رفت.[۲۵۵] از این راه همچنین، در ناحیه ولاشگرد راهی به سمت غرب، یعنی مرزهای فارس، جدا می‌شد و از روستاهایی عبور می‌کرد که اکنون از میان رفته‌اند و اثری از آن‌ها باقی نیست؛ به این خاطر، تشخیص انتهای راه دشوار است.[۲۵۶] راه دیگر که به راه ادویه یا فلفل نیز مشهور شده، از چین آغاز می‌شد و از مهم‌ترین راه‌های تجاری آن عهد بود. این راه پس از رسیدن به خلیج فارس، به راه هرمز کرمان می‌پیوست و پس از عبور از کرمان، وارد عراق عجم می‌شد و به جاده ابریشم متصل می‌شد.[۲۵۷]
- راه مکران به ماوراءالنهر: در عصر سلجوقیان، راه جدیدی تأسیس شد، که از سواحل مکران به ماوراءالنهر می‌رسید. این جاده به شکل مستقیم شمالی جنوبی، از بندر تیز در سواحل عمان آغاز می‌شد و پس از عبور از مکران و سیستان و خراسان، به ناحیه ماوراءالنهر می‌رسید؛ سپس از آنجا، به ولگا ختم می‌شد. این جاده سواحل عمان، دریای سرخ، اقیانوس هند و دریای چین را به آسیای مرکزی پیوند می‌داد.[۲۵۸]

### مراکز تجاری
- قمادین (قمادین): عمده‌ترین مرکز تجاری کرمان که در عصر سلجوقیان، از شهرت و اهمیت فراوانی برخوردار بوده، ناحیه قمادین در جیرفت بوده‌است. کالاهایی که از جزایر و بندرها دریا، همچون هرمز و تیز به سمت کرمان می‌آوردند، در این ناحیه، باراندازی و سپس از آنجا، به نواحی دیگر، فرستاده می‌شد. بر طبق روایت ابوحامد کرمانی؛ سلسله کاروان‌هایی که سیصد چهارصد شتر داشتند هرگز مقطوع نمی‌شد، شترهای این کاروان‌ها یک راست به میدان عظیم و بارانداز معروف شهر که به قمادین شهرت داشت وارد می‌شد و در آنجا زانو می‌زد.[۲۵۹]

در واقع، قمادین انبارگاه و منبع ذخیره کالاهای بازرگانانی بود که از سرزمین‌های مختلف، رو به سوی کرمان حرکت می‌کردند. ابوحامد کرمانی، در باب این مکان، چنین ذکر می‌کند:

قمادین موضعی است بر در جیرفت، مسکن غرباء روم و هند و منزل مسافران برّ و بحر، خزینه متموّلان عالم و گنج خانه ارباب بضایع شرق و غرب….

تجارت جیرفت و به خصوص قمادین، در اوایل عهد سلجوقیان کرمان و به ویژه در زمان شاهانی مانند قاورد و ارسلان‌شاه اول، رونقی فراوان داشت؛ اما این رونق و شکوفایی در اواخر عهد سلجوقیان کرمان، به شدت تضعیف شد و به علت اختلاف‌ها و درگیری‌های شاهزادگان سلجوقی و لشکرکشی‌هایی که به این منطقه انجام می‌دادند، رو به ویرانی نهاد. ابوحامد کرمانی می‌نویسد: 
قمادین که محط رحال رجال آفاق و مخزن نفایس چین و خطا و هندوستان و حبشه و زنگبار و دریابار و روم و مصر و ارمنیه و آذربایجان و ماوراءالنهر و خراسان و فارس و عراق بود و جیرفت و رساتیق را زیر و زبر گردانیدند و آنچه دیدند از صامت و ناطق رده و نیل و بقم و غیره همه [غارت کردند].
سرانجام نیز، غزها آنجا را نابود کردند به‌طوری‌که دیگر نتوانست به جایگاه پیشین خود بازگردد.
- بندر تیز: این بندر در ناحیه مکران، در سواحل دریای عمان قرار داشت. در این دوران، مکران از ایالاتی بود که زیر نظر کرمان کنترل می‌شد. سلجوقیان کرمان به این بندر، اهمیت می‌دادند و به همین علت تیز، راه پیشرفت را طی کرد و از جایگاه ممتازتری برخوردار شد. این بندر در قرن چهارم نیز، دارای فعالیت تجاری بود؛ اما اوج شکوفایی آن را باید، مربوط به عصر سلاجقه کرمان، در قرون پنجم و ششم دانست. این بندر بر سر راه تجاری خلیج فارس به هندوستان قرار داشت و چنان‌که در بحث راه‌ها ذکر شد، از این بندر راهی به صورت مستقیم، به منطقه ماوراءالنهر می‌رفت.[۲۶۴]

بندر تیز با ناحیه قمادین در جیرفت که جایگاه بین‌المللی بازرگانان ملل گوناگونی همچون هند، چین، مصر، زنگبار، حبشه، ارمنیه و آذربایجان محسوب می‌شد، رابطه نزدیکی داشت.
با سقوط دولت سلجوقیان و حمله غزها به کرمان و مکران، بندر تیز نیز اعتبار خویش را از دست داد و از رونق افتاد.
- هرمز: بندر هرمز نیز در این عصر، از اهمیت تجاری زیادی برخوردار بود. مهاجرت ملک محمد درمکوه، به هرمز و پایه‌گذاری حکومت ملوک هرمز، در نیمه دوم قرن پنجم هجری، منجر به تجدید قدرت اقتصادی این ناحیه شد. سلاجقه کرمان نیز، به هرمز توجه ویژه‌ای داشتند. از جمله اقدامات ملک قاورد سلجوقی، پس از تصرف این بندر، تعمیر راه تجاری هرمز به جیرفت و همچنین، برقراری امنیت این مسیر، با سرکوبی قوم غارتگر و راهزنِ قفص بود.[۲۶۸]

### کالاهای تجاری رایج
کرمان سرزمین بزرگ و پهناوری است که محصولات گوناگونی در آن به‌دست می‌آید و به نواحی دیگر صادر می‌شود. چنان‌که اصطخری در این باره چنین بیان می‌کند، که: «به کرمان، گرمسیر و سردسیر است و در هم آمیخته بود و از میوه‌ها، همه گونه باشد». ابوحامد افضل‌الدین کرمانی، از شهرهای کرمان در این زمان، بازدید کرده و محصولات و کالاهای آن‌ها را شرح داده‌است: 
از خصایص کرمان ثغر تیزست که از آنجا مال‌های وافر از عشور تجار و اجرت سفاین به خزاین پادشاه رسد و اهل هند و سند و حبشه و زنج و مصر و دیار عرب از عمان و بحرین را فرضه آنجاست و هر مشک و عنبر و نیل و بقم و عقاقیر هندی و برده هند و حبشی و زنگی و مخمل‌های لطیف، و سادهای پراگین و فوط‌های دنبلی و امثال این طرایف که در جهان است ازین ثغر برند و به جنب تیز ولایت مکران است، که معدن فانید و قند است و ازین دیار به جمله اقالیم کفر و اسلام برند و بر جنوب جیرفت ناحیت هرمز است، ولایتی معمور بر لب دریا… و ارتفاع او زر خراجی و اسب تازی و مروارید باشد و امروز فرضه آن ساحل است و قوافل عراق روی بوی دارد و مرکز ثوری دریابار و مقصد تجار اقطار آنجاست.

علاوه بر وی، جغرافی‌دانان دیگر نیز ضمن شرح شهرهای کرمان، به کالاهای تجاری این ایالت اشاره کرده‌اند. مهم‌ترین محصولی که از شهرهای کرمان به سایر بلاد ارسال می‌شد، خرما بود. ابوحامد کرمانی می‌گوید: 
از شهرهای نواحی بردسیر، خبیص است که ولایتی اندکست و از وی خرما به اقصی بلاد عالم برند و از نواحی بردسیر، کوبنانست که از آنجا، توتیا خیزد و به همه جهان از آنجا نقل کنند.
از دیگر محصولات کرمان می‌توان به خرما، زیره، نیل، نیشکر و پانیذ، معرفی کرد که محصولات گرمسیری آن ولایت محسوب می‌شوند هرچند که خرمای آن بر دیگر محصولات، برتری دارد. اصطخری نیز از این محصولات نام برده و حدود کشت آن‌ها را از ناحیه مغون و ولاشگرد، تا هرمز مشخص کرده‌است. وی همچنین گوید که از ناحیه خواش، «پانیذ، خیزد و به سیستان برند و دادوستد به درم باشد».
شمس‌الدین مقدسی از منوجان با عنوان بصره کرمان، یاد کرده، که خرمای خراسان، از آنجا تأمین می‌شده‌است و یاقوت حموی، خرمای کرمان را از خرمای بصره، برتر دانسته‌است. حمدالله مستوفی محصولات هرمز را نخل و نیشکر و محصولات شهربابک و سیرجان و ریگان را غله و پنبه و خرما، معرفی کرده‌است. بنابراین تمامی محصولات به همه مناطق صادر می‌شد؛ از جمله خرما به خراسان و نیل به فارس؛ همچنین غلات به دست آمده از ناحیه ولاشگرد، به هرمز و سپس از هرمز به وسیله کشتی‌های تجاری، به سایر مناطق دوردست فرستاده می‌شد.

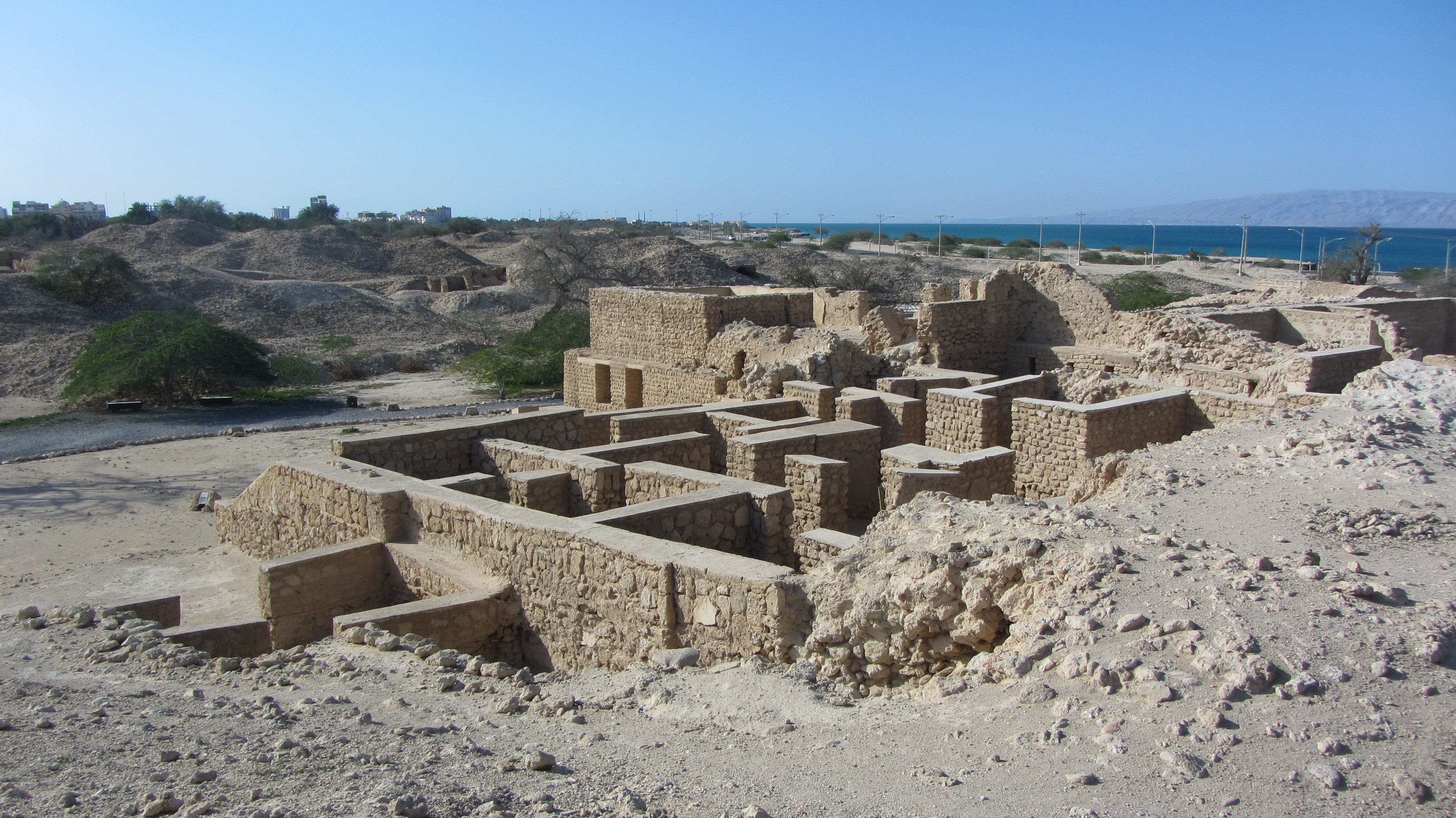
شهر باستانی حریره (کیش) که عهد سلاجقه کرمان رونق گرفت و توانست موقعیت تجاری بندر سیراف را از آن خود کند.

اما دیگر کالاهایی که از جزایر و بندرها خلیج فارس به سایر مناطق صادر می‌شد، مروارید و اسب بود. در واقع، خلیج فارس معدن مروارید محسوب می‌شد. در این زمینه، کیش مرکز مروارید بود و از گذشته، مرکز مبادله و دادوستد مروارید بود. در کل، می‌توان صادرات عمده کیش را اسب، مروارید، قماش، خرما و ماهی خشک دانست که تجارت مروارید از اهمیت بیشتری برخوردار بود.
از دیگر محصولات و کالاهای تجاری سرزمین کرمان، ابریشم و پارچه‌های ناحیه بم بوده‌است. در بم، پارچه‌هایی ارزشمند و زیبا و با کیفیت بافته می‌شده، که به تمام دنیای اسلام، از خراسان و عراق گرفته تا مصر صادر می‌شده و در این نواحی، طرفداران بسیاری داشته‌است. در واقع، بم مرکز صنعتی کرمان محسوب می‌شد.
علاوه بر بم، در شهر نرماشیر نیز پارچه‌هایی برای لباس، بافته می‌شد و به مقدار بسیاری، به فارس و عراق صادر می‌شد. توتیا (سرمه چشم) نیز محصول دیگری بود که به عنوان دوای چشم، از کرمان به مناطق دیگر ارسال می‌شد. مرکز تولید آن، شهر کوهبنان بود.
در کل، سرزمین کرمان هم‌زمان با حاکمیت سلجوقیان و به ویژه در زمان حکومت حاکمان قدرتمندی همچون قاورد و ارسلان‌شاه اول، از امنیت و آرامش چشمگیری برخوردار بود و در سایه این آرامش، تجارت کرمان نیز رونق روزافزونی یافت. این رونق تجاری سبب شد تا محصولات اکثر شهرهای ایالت کرمان، به سایر نقاط ایران و جهان، صادر شود. محصولاتی که بسیاری از آن‌ها معرفی شد.

## وضعیت علمی، فرهنگی و مذهبی
یکی از کارکردهای نهاد وزارت، تعیین خط‌مشی مذهبی دولت بود، برای نمونه روش نظام الملک در ایجاد پیوند میان دین و دولت بر پایه ایجاد نظام مدارس نظامیه استوار بود. سلجوقیان سعی داشتند با حمایت دولت از نظام آموزشی (مدرسه) حکومت مرکزی را با نهاد مذهبی پیوند دهند و نیروهای لازم را جهت اداره امور کشوری از این طریق تأمین نمایند. نظام‌الملک اولین کسی بود که مدارس نظامیه را بنیاد نهاد. تأسیس مدرسه در قالب اقدامات فرهنگی نظام‌الملک، از جمله اهداف وی در اجرای سیاست‌های اداری و دیوانی‌اش بود. از همین‌رو روش نظام‌الملک در برپایی مدرسه نظامیه مورد اقتباس عده زیادی قرار گرفت. در کرمان نیز این اقتباس صورت گرفت و حکمرانان و وزرای سلجوقی کرمان از الگوی نظام‌الملک بهره بردند. با توجه به اینکه شخص سلطان قاورد دارای مذهب حنفی بوده‌است، به احتمال فراوان مدرسه‌ای را در شیراز برای تعلیم علوم دینی و به‌ویژه شاخه مذهب سنی حنفی ایجاد کرده‌است؛ هرچند که ظاهراً قاورد فرصت نکرد، در همگرایی دین و دولت گامی اساسی بردارد.

### وضعیت علمی و فرهنگی
بعضی از فرمانروایان سلاجقه کرمان، با وجود دورافتادگی کرمان از مراکز علمی، در حمایت از علما، تأسیس مدارس و تشویق شعر و ادب در این زمینه تلاش کردند. از جمله مغیث الدین محمد به علم نجوم علاقه شخصی داشت و گویند در گواشیر، کتاب‌خانه بزرگی احداث کرد و پنج‌هزار نسخه کتاب نفیس هم وقف آن کرد.
توجه به امور آموزش در دوره سلجوقیان کرمان تفاوت قابل ملاحظه‌ای با گذشته داشت و رشد قابل توجهی را شاهد بود، که عوامل متعددی در این امر دخیل بوده‌اند؛ هرچند در آن ایام نیز ارتباط تنگاتنگی میان سیاست‌های مذهبی و قبیله‌ای با وضعیت علمی کرمان به چشم می‌خورد.
قدرت‌گیری قاورد سلجوقی در سال ۴۴۰ه‍. ق، کرمان را از مبارزات فارس و خراسان حفظ کرد و باعث استقلال آن شد. قاورد علی‌رغم ساختن کاروان‌سرا و آبادانی جاده‌ها که به امور تجاری کمک فراوانی می‌کرد، با درگیری در منازعات سیاسی، دست به اقدام مهم علمی و فرهنگی نزد. سلطان‌شاه نیز در منابع، پادشاهی عشرت دوست معرفی شده‌است، که اقدامی در جهت ساخت مراکز علمی در دوره او صورت نپذیرفت. دوره سیزده ساله حکومت توران‌شاه را می‌توان دوره آغاز جریانی فکری و فرهنگی در کرمان دانست و وزیر او، مکرم بن علا، نیز بسیار ادب پرور و دانش دوست بود. شکایات مردم از حضور ترکان مهاجر مستقر شده در خانه‌هایشان، باعث شد که توران شاه سه نقطه را مشخص کند، که یکی محل مرقدش باشد و در نقطه‌ای دیگر مسجد جامعی بسازند، که به مسجد ملک معروف است و در نقطه سوم محله‌ای جهت اسکان ترکان به همراه مدرسه و خانقاه و رباط ساخته شود. از نشانه‌های علاقه‌مندی توران شاه به علم و ادب، علاقه او به اشعار فارسی است و شاید برای اولین بار بود، که در دربار کرمان شاعران معروف خراسانی و حتی عرب حضور پیدا کردند و توران شاه و وزیر او را ستایش می‌کردند. ایران شاه به دلیل گرایش به اسماعیلیه و در نتیجه اتهاماتی که بر او وارد می‌شد، رابطه خوبی با علما و قضات اهل سنت نداشت و آن‌ها از مخالفان اصلی عقاید و تفکر دینی و سیاسی او به‌شمار می‌آمدند، تا جایی که دست به کشتار علما زد. در نتیجه اختلافات بین علما و ایران‌شاه، اقدامات عمرانی و توجه به امور علمی که در دوره توران‌شاه رونق گرفته بود، با وقفه‌ای پنج ساله روبه‌رو شد. در دوره حکومت طولانی‌مدت ارسلان شاه روند حرکت فکری و فرهنگی روزگار توران شاه ادامه یافت و علم و هنر تا جایی در دورهٔ او رشد کرد، که از سراسر خطه کرمان برای کسب دانش به این شهر می‌آمدند. زن ارسلان شاه، زیتون‌خاتون، از عوامل مهم در توجه ارسلان شاه به وضعیت علمی و آموزشی کرمان بود.

### وضعیت دینی

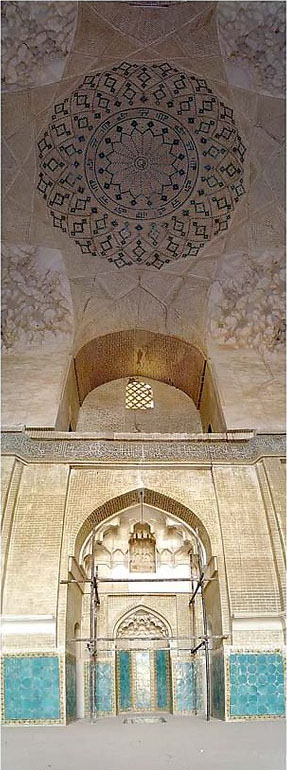
محراب و سقف مسجد ملک از بناهای دوره سلجوقی

کرمان از شهرهای خاص است که در طول دوران اسلامی بسیاری از مذاهب و فرق اسلامی را در درون خود جای داده‌است. می‌توان دلیل این هم‌زیستی را در موقعیت جغرافیایی این ناحیه پیدا کرد. کرمان و شهرهای این ایالت به دلیل احاطه در کویر لوت و بیابانهای وسیع، از سایر ولایات همجوار جدا شده و در هر دوره، بسته به ضعف و اقتدار دولتهای فرمانروا، با بسامد توسعه و پیشرفت شهری متفاوتی روبه‌رو شده‌است. از این رو همواره ناگزیر بوده‌است به صورت مستقل و خودکفا حیات ساکنانش را تأمین کند.
در نتیجه، مردمان این دیار ترجیح می‌دادند، به جای پرداختن به کشمکشهای داخلی و جنگهای درونی که خرابی قناتها و ناامنی راهها و به‌طور کلی نابودی منابع اصلی ثروت را در پی داشت و نتایج آن دامنگیر مسلمان و غیرمسلمان می‌شد، مساهله و مسامحه را پیشه کنند و با مدارا و همراهی یکدیگر بر اوضاع خاص و دشوار طبیعی محیط زیست خود مسلط شوند. این شرایط موجب شده‌است مردمان این دیار از تعصب مذهبی تهی باشند و مشی مدارا در پیش بگیرند، به‌طوری‌که در اغلب دوره‌ها، فرقههای مختلف اسلامی نظیر اهل سنت، امامیه، اسماعیلیه، صوفیه، شیخیه و حتی خوارج و گروههای تندرو و افراطی در نقاط مختلف این ایالت در مجاورت یکدیگر زندگی و تا حد زیادی در عقیده و آیین خود به اختیار عمل کنند. در دوره فرمانروایی سلجوقیان کرمان نیز، این شهر از مناطق سنی‌نشین ایران محسوب میشد و حنفیان و شافعیان اکثریت جمعیت این ایالت را تشکیل داده بودند؛ ولی جز در برخی دورهها که نزاع مذهبی دامنگیر کرمان شد، وجود چنین تسامحی میان فرق مختلف مذهبی دیده می‌شود. سلجوقیان کرمان با وجود اینکه رفتاری توأم با تساهل و ملاطفت از خود نشان می‌دادند؛ ولی در پیروی از روش سلجوقیان بزرگ، همواره از تسنن، به‌ویژه مذهب حنفی حمایت و در ترویج آن تلاش می‌کردند.
قاورد، مؤسس سلسله سلجوقی کرمان، حنفی‌مذهب بود و در عین حفظ بیطرفی ظاهری، در حمایت از علمای این فرقه از هیچ تلاشی دریغ نکرد. توران‌شاه نیز با احداث مدارس دینی بر قدرت و نفوذ علمای اهل سنت افزود. اهتمام ارسلان‌شاه و همسرش زیتون‌خاتون به ساخت مدارس و مساجد متعدد در کرمان و وقف امکانات رفاهی برای اسکان و تحصیل مشتاقان این علوم از اطراف بلاد اسلامی، موجب نزدیکتر شدن علمای سنی‌مذهب به دربار سلجوقی شد. وی علاوه بر اینکه مدارس دینی فراوانی در نواحی مختلف ایالت کرمان نظیر بردسیر، جیرفت و بم احداث کرد، کتابخانه جامعی نیز در کرمان بنا کرد، که بالغ بر پنج هزار جلد کتاب از فنون و علوم اسلامی در آن موجود بود. محمدشاه هم با پرداخت جوایز نقدی به متعلمان علوم دینی اهل سنت، در ترویج و تقویت این مذهب گام برداشت. این تلاش در دوره طغرل‌شاه نیز ادامه داشت، تا جایی که وی به محیی‌الدین ملقب شد.
تصوف نیز از جریانهای فکری رایج در کرمان دوره سلجوقیان بود. در این دوره، مراکز متعددی وجود داشت که نه‌تنها اهل عرفان و سلوک به آنجا روی می‌آوردند، بلکه گروههای متعددی از طبقات مختلف جامعه نیز، به آنجا می‌آمدند. ساخت شمار فراوانی خانقاه و رباط به دست برخی سلجوقیان نظیر قاورد، توران‌شاه و بهرام‌شاه از توجه فرمانروایان این سلسله به آیین تصوف و حمایت از پیروان این فرقه و فعالیتهایشان حکایت می‌کند. ملک‌محمد به شیخ برهان الدین ابونصر احمد کوبنانی (کوهبنانی)، صوفی مشهور این دوره، ابراز ارادت می‌کرد و وی را از نزدیکان دربار خود کرده بود. برخی از وزرا و رجال برجسته دولت سلجوقی کرمان نیز به متصوفه گرایش داشتند و از آن حمایت می‌کردند. مویدالدین ریحان، وزیر بهرام‌شاه، چندین خانقاه، رباط و بقعه مخصوص صوفیان ساخت. ناصح الدین ابوالبرکات، وزیر با نفوذ دوره طغرل‌شاه و ارسلان‌شاه، به صوفیان تمایل داشت و گویا به این آیین گروید. وجود چنین فضای مسالمت‌آمیزی موجب شد در این دوره جریان تصوف رونق فراوانی بگیرد، به‌طوری‌که صوفیان، عارفان و زاهدان مشهوری در این دوره توانستند فعالیت کنند. شیخ اسماعیل دیّاص جیرفتی، برهان‌الدین کوهبنانی و اوحدالدین کرمانی از جمله این افراد هستند، که در رواج و گسترش عرفان و تصوف در کرمان و سایر سرزمین اطراف اقدام کردند.
خوارج از فرقه‌هایی بود، که اگرچه به‌طور محدود، اما همچنان حضور خود را در کرمان دوره سلجوقیان حفظ کردند. بیشتر خوارج ایالت کرمان در بم حضور داشتند. به گفته مورخان، در قرن چهارم، پیش از دوره سلجوقیان، سه مسجد در بم وجود داشته که یکی از آن‌ها متعلق به خوارج بوده‌است، که این نشان از کثرت جمعیت پیروان این فرقه در بم حکایت میکند. البته این جریان در دوره توران‌شاه به‌شدت سرکوب شد، چه آنکه وی با سیطره بر عمان که مقر اصلی خوارج در این زمان به‌شمار می‌رفت، از نفوذ این فرقه کاست و به تعقیب و کشتار پیروان آن دست زد؛ به‌طوری‌که در دوره فرمانروایی وی و مدت‌ها پس از آن، خبری از تحرکات توجه‌برانگیز خوارج دیده نمی‌شود. گروه‌هایی از غلات نیز در عصر سلاجقه در نقاط مختلف ولایت کرمان، به‌ویژه اطراف بردسیر و سوخته‌چال، سکونت داشتند و نیز معتزلیان درف سیرجان در مجاورت سایر مذاهب اسلامی در امنیت زندگی می‌کردند.

#### شیعه و اسماعیلیه در کرمان

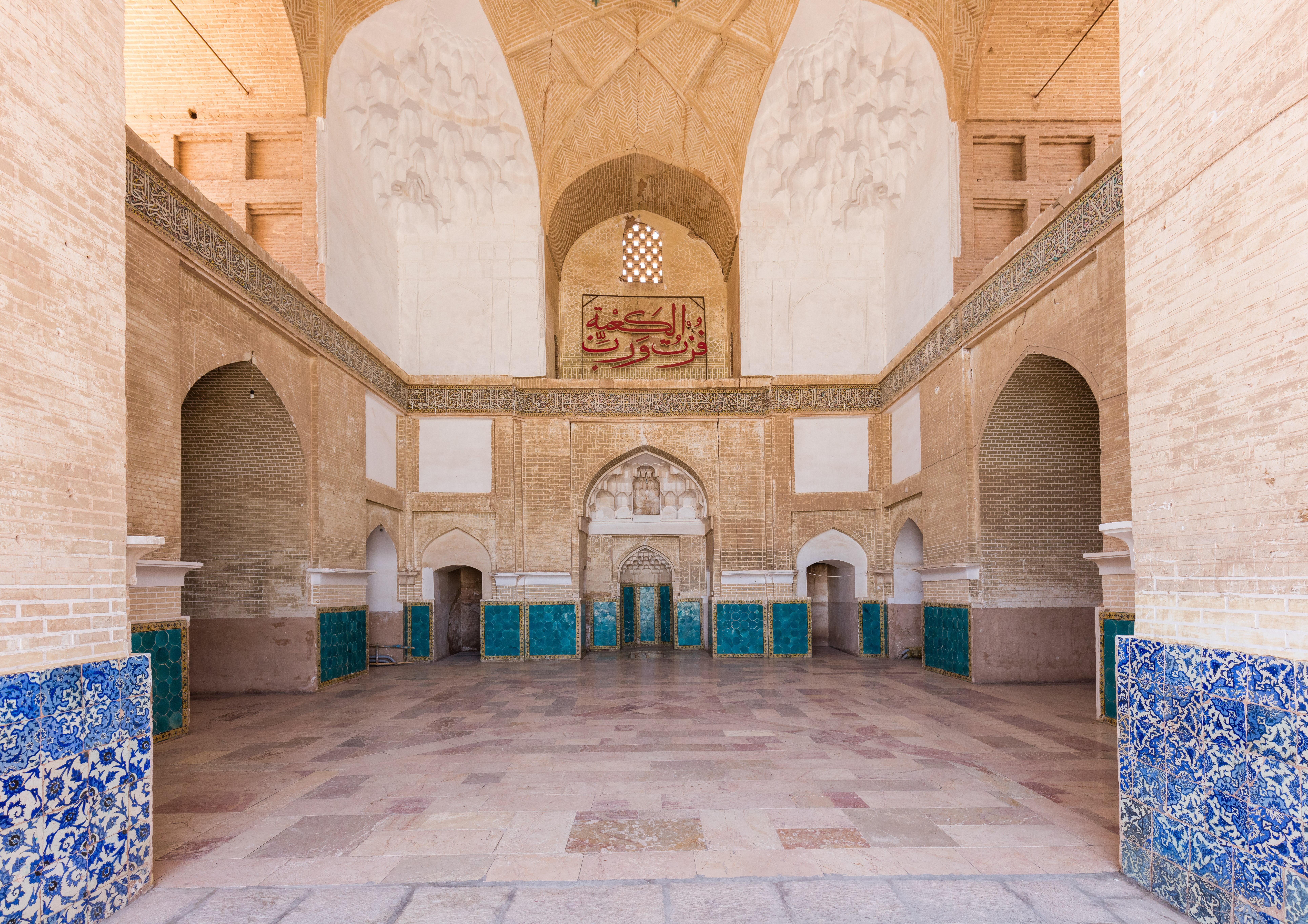
نمایی از محراب مسجد ملک کرمان

شیعیان از گروه‌های مذهبی کرمان به‌شمار می‌روند که جمعیتشان در این دوره در مقایسه با مذاهب غیرسنی بیش از خوارج و … بوده‌است. تشیع در اواخر سده سوم هجری و پس از آن در کرمان و نواحی آن حضور گسترده یافت. هم‌زمان با روی کار آمدن سلاجقه در کرمان، بیشترین جمعیت شیعیان در نواحی رودبار، بلوچ (بلوص)، قهستان، کوهستان ابوغانم و منوجان حضور داشتند و زندگی می‌کردند؛ ولی اینکه چه تعدادی از این افراد متعلق به زیدیه، امامیه و اسماعیلیه بودند، مشخص نیست. مسلماً، حضور سیاسی و مذهبی اسماعیلیان در این دوره به مراتب پررنگ تر از سایر مذاهب شیعه بوده‌است.
کرمان به دلیل موقعیت خاص جغرافیایی و دوری از مرکز خلافت و روحیه سازگار مردمانش محیط مناسبی برای گسترش اسماعیلیه به‌شمار می‌رفت؛ به‌طوری‌که در قرن‌های سوم و چهارم هجری، پیش از حضور سلجوقیان، با مهاجرت دیلمیان اسماعیلی‌مذهب و ساکنان مناطق جبال به این ناحیه، شرایط لازم برای رشد و گسترش این آیین در آنجا فراهم آمد. در این میان وجود قوم اسماعیلی‌مذهب قفص در جیرفت، بیش از همه، دامنه حضور اسماعیلیان را در کرمان عصر سلجوقی نشان داد. این قوم از اعراب منطقه حجاز بود، که در نواحی جیرفت سکنا گزیدند و از راه صحراگردی و راهزنی زندگی می‌کردند، که گاهی محدوده صحراگردی آن‌ها تا فارس و خراسان نیز پیش می‌رفت. آنان با وجود سابقه سکونتشان در این منطقه، هرگز یک‌جانشین نشدند و مدام در مناطق ییلاقی و قشلاقی خود دررفت‌وآمد بودند.
فعالیت‌های حمیدالدین احمد بن عبدالله کرمانی(۳۵۲–۴۱۱ هجری قمری)، ملقب به حجت العراقین، که پیش از دوره سلجوقیان می‌زیست، نمونه ای از وجود ارتباط عمیق داعیان اسماعیلی با مراکز مختلف و متعددشان در سراسر قلمرو اسلام، به‌ویژه در کرمان و بیانگر وسعت دامنه فعالیت‌های تبلیغی آنان است. حمیدالدین، اهل جیرفت، از مبلغانی است که سالیان متمادی در بغداد و مصر به دعوت اشتغال داشت و در عین حال ارتباط خویش را با اسماعیلیان هموطن خود در کرمان و جیرفت حفظ کرده بود. حمیدالدین در مدت اقامتش در بغداد علاوه بر سواد، مسئولیت دعوت بخشهایی از مغرب و مرکز ایران، موسوم به عراق عجم، را نیز عهده‌دار بود. لقب حجت العراقین نیز به همین مناسبت، دربارهٔ او استعمال شده‌است. وی همواره بر دعوت محلی در کرمان نظارت داشت و امور مربوط به داعیان این ناحیه را سازماندهی و مدیریت می‌کرد، و نیز پاسخ‌گوی مسائل و مشکلات آنان بود.
در برخی منابع از مذهب این قوم که به خلافت فاطمی معتقد بودند و این نکته را بیان کردند، که محبت و علاقه آن‌ها به علی بن ابی طالب، امام نخست شیعه، به حدی است که در برابر وی سر تعظیم فرود می‌آوردند. به نظر می‌رسد اعتقاد آن‌ها کمتر رنگ دینی و مذهبی داشته و اغلب آن‌ها به تأثیر سخنوری واعظان و مدیحه‌سرایی شاعران، بیشتر شیفته ویژگیهای پهلوانی و رشادت‌های علی بن ابی طالب شده بودند. به نوشته ابوحامد کرمانی، احتمالاً گرایش آن‌ها به مذهب اسماعیلیه نیز به منزله مخالفت با تسنن، بوده و پشتوانه فکری و عقیدتی محکمی نداشته‌است. به نظر می‌رسد قفصها از همان ابتدای شروع تبلیغات اسماعیلیه در کرمان که سابقه آن به اوایل قرن چهارم هجری بازمی‌گردد، به این مذهب گرویده‌اند. نکته جالب توجه دربارهٔ آن‌ها این است که هرگز از حاکمی اطاعت نکردند و در کوهستانی هم که سکونت داشتند، نه آتشکده و معبدی وجود داشت و نه کلیسا و مسجدی؛ ولی در سراسر دوره فرمانروایی سلاطین سلجوقی کرمان، همواره در مناطق مربوط به خود اقامت داشتند و با وجود اینکه آشکارا خود را از پیروان آیین اسماعیلیه معرفی می‌کردند و به خلفای شیعی‌مذهب فاطمی ارادت و علاقه نشان می‌دادند، و کسی متعرض آن‌ها نشده یا حداقل اخباری از درگیری میان آنان و حکومت گزارش نشده‌است. این امر نشانه بی‌میلی قفصها به انجام فعالیتهای تبلیغی و ترویجی است، یا شرحی از فعالیت‌ها و اقدامات آن‌ها در دسترس نیست و با توجه به عدم فعالیت تبلیغی و ترویجی آن‌ها، احتمالاً این قوم صحراگرد خطری برای امنیت و موقعیت مذهبی سلاطین سلجوقی و اهل سنت محسوب نمی‌شدند.
بهرام بن لشکرستان و سایر دیلمیان ساکن کرمان نیز که اغلب از شیعیان بودند، از همان ابتدای غلبه سلجوقیان بر این دیار، وارد عرصه‌های نظامی شدند و در مقام نیروی نظامی به خدمت قاورد درآمدند. قاورد با همه تعصب مذهبی اش، با اسماعیلیه به ملاطفت رفتار می‌کرد، تا جایی که هشت دختر خود را به ازدواج فرزندان ولی صالح شمس الدین ابوطالب زید زاهد، از بزرگان اسماعیلیه کرمان (شهداد)، درآورد؛ اقدامی که از وجود روابط مسالمت‌آمیز و تعامل مثبت میان شاه و اسماعیلیه حکایت می‌کند. با وجود این، قاورد پس از مدتی به علت تعصب مذهبی خود، یعنی مذهب تسنن و ارتباط عمیقش با علمای اهل سنت، به اسماعیلیان فشار آورد و عرصه را بر آنان تنگ کرد، به‌طوری‌که با غلبه بر بهرام، فعالیت این فرقه را تا حد چشمگیری متوقف کرد. آشفتگی‌های پس از مرگ قاورد و درگیری‌های ملکشاه با جانشینان وی در کرمان، موجب شد اهمیت مسائل مذهبی و کشمکشهای فرقه‌ای در این شهر به نحو چشمگیری کاهش یابد. از این رو بار دیگر محیطی مناسب و فضایی مساعد برای احیای فعالیتهای تبلیغی داعیان جدید اسماعیلی مرتبط با دیگر اسماعیلیان مراکز مصر، بغداد، عراق و نواحی داخلی ایران، چون ری و قهستان، فراهم آمد.
در این زمان عبدالملک عطاش، از پیشوایان اسماعیلی، شاه‌دژ اصفهان را تسخیر کرد و در اصفهان به دعوت و تبلیغ و تشکیل گروه نظامی پرداخت. این اتفاق با توجه به وسعت شبکه تبلیغی اسماعیلیه در سراسر ایران و حضور گسترده اسماعیلیان در کرمان، تأثیر مثبتی بر روند فعالیتهای این فرقه داشت. حضور نسبتاً طولانی‌مدت حسن صباح، از سران دعوت اسماعیلیه، در کرمان عصر سلجوقی، محصول موقعیت جدید و گواهی بر این مدعا است. وی ارتباط تنگاتنگی با ابن عطاش داشت و پس از بیعت با او، فعالیتهایش را دنبال می‌کرد. پس از مدت‌ها رفت‌وآمد در شهرهای قاهره، اسکندریه، بغداد و غیره، حسن صباح برای مهیاکردن جنبشی وسیع در مناطق شیعه نشین ایران نظیر خوزستان، اصفهان و یزد، از موقعیت به‌وجود آمده در منطقه کرمان بهره برد و در حدود سال ۴۷۳ ه‍.ق هم‌زمان با ایام سلطنت سلطانشاه سلجوقی، در جستجوی مکانی مناسب برای ادامه دعوت و فعالیتهای تبلیغی خود راهی این دیار شد. وی تا حدود سال ۴۸۳ ه‍.ق یعنی حدود ده سال، در کرمان حضور داشت و در این مدت با سران و رهبران اسماعیلیه دیدار می‌کرد و از همین منطقه، نهضت اسماعیلی را که در تمام مناطق مرکزی و غربی ایران، از کرمان تا آذربایجان گسترده شده بود، هدایت می‌کرد.
حضور نسبتاً طولانی‌مدت حسن صباح از سران دعوت اسماعیلیه، در کرمان عصر سلجوقی، محصول موقعیت جدید و گواهی بر این مدعا است. وی ارتباط تنگاتنگی با ابن عطاش داشت و پس از بیعت با او فعالیتهایش را دنبال میکرد. پس از مدت‌ها رفت‌وآمد در شهرهای قاهره، اسکندریه، بغداد و غیره برای مهیاکردن جنبشی وسیع در مناطق شیعه‌نشین ایران نظیر خوزستان، اصفهان و یزد، و نیز مدتها اقامت و تبلیغ در این مناطق از موقعیت به‌وجودآمده در منطقه کرمان بهره برد و در حدود سال ۴۷۳ هجری، هم‌زمان با ایام سلطنت سلطانشاه، در جستجوی مکانی مناسب برای ادامه دعوت و فعالیتهای تبلیغی خود راهی این دیار شد. وی تا حدود سال ۴۸۳ هجری، یعنی حدود ده سال، در کرمان حضور داشت و در این مدت با سران و رهبران اسماعیلیه دیدار میکرد و از همین منطقه، نهضت اسماعیلی را که در تمام مناطق مرکزی و غربی ایران، از کرمان تا آذربایجان گسترده شده بود، هدایت می‌کرد.

##### گسترش فعالیت اسماعیلیان در کرمان
دعوت و فعالیت تبلیغی حسن صباح در دورهٔ توران‌شاه که به شاه‌عادل شهرت داشت، وسعت و قوت بیشتری یافت، به‌طوری‌که پس از فتح الموت به دست حسن صباح در سال ۴۸۳ هجری، روابط داعیان قهستان با اسماعیلیان کرمان همچنان برقرار بود.
توران‌شاه به واسطه رویکرد تسامحی خود و داشتن روابط پسندیده با پیروان سایر مذاهب، به‌ویژه شیعیان و اسماعیلیان، موجب شد در این دوره نفوذ اسماعیلیان در دربار و در نتیجه در کرمان بیش از پیش گسترش یابد، تا جایی که سران اسماعیلیه توانستند، ایران‌شاه، فرزند وی را به کیش خود درآورند و مقام ولی‌عهدی را نیز از آن او کنند. بی‌شک فراوانی اسماعیلیان، سربازان دیلمی و دانشمندان اسماعیلی‌مذهب در دربار توران‌شاه، موجب شد آنان بتوانند همچون حزب سیاسی قوی عمل کنند و با وجود مخالفت درباریان سنی‌مذهب و نیز آل قاورد در خصوص این انتخاب، در متقاعد کردن شاه کامیاب شوند.
حضور فعال و مؤثر دانشمندان و عالمان اسماعیلی‌مذهب، چون کاکابنیمان در دربار وی و واگذار کردن تربیت فرزند خود، ایران‌شاه، به این فرد، نمونهای بارز از این تسامح است. کاکابنیمان از دیلمیانی بود که در اواخر دوره آلبویه به کرمان رفت و در دوره سلاجقه به تبلیغ اشتغال داشت. وی در ایام اقامت حسن صباح در کرمان نیز واسطه او و اسماعیلیان کرمان و کمک‌یار دعوت او بود. به نظر می‌رسد اصرار و تعصب ایران‌شاه بر مذهب اسماعیلیه نتیجهٔ تبلیغات و تلاش‌های این فرد بوده‌است. حضور کاکابنیمان در حیات ایران‌شاه، تا سال ۴۹۵ هجری که وی در ماجرای شورش مذهبی اهل‌سنت به قتل رسید، پررنگ و چشمگیر است.

##### افزایش نفوذ اسماعیلیه در عصر ایران‌شاه
ایران‌شاه پس از کشته‌شدن پدرش به دست امیر اَنر و سپاه ترکان خاتون، در سال ۴۸۹ یا ۴۹۰ هجری بر تخت نشست. تبلیغات اسماعیلیه که در زمان سلطان‌شاه و برادرش توران‌شاه، کم و بیش در کرمان قوت یافته بود، اگرچه همواره با مخالفت شدید علمای اهل سنت مواجه میشد، در دوره حکومت ایران‌شاه به اوج خود رسید. بیگمان گرویدن وی به مذهب اسماعیلیه یا حتی متمایل‌بودن وی به این آیین، بر نفوذ فوقالعاده این جریان فکری در کرمان افزوده‌است. اسماعیل گیلکی و ابوزرعه از مبلغان اسماعیلی بودند که در کرمان از وجود روابط حسنه با پادشاه سلجوقی بهره فراوان برد و حتی توانستند به دربار شاه راه یابند و در انجام‌دادن فعالیتهای تبلیغی خود از آن بهره بردند. ابن اثیر مدیحه‌هایی از معزی در باب اسماعیل آورده که به وجود چنین ارتباطی اشاره کرده‌است.
با گرویدن آشکار ایران‌شاه به سمت اسماعیلیان که از زمان دقیق آن اطلاعی در دسترس نیست سبب شد تا مورخان اهل سنت همواره وی را به کفر و الحاد متهم می‌کنند. از این زمان به بعد اطرافیان شاه با آسودگی بیشتری به اقدامات فرهنگی و تبلیغی خود در دربار پرداختند. با وجود اینکه در منابع از مشارکت ایران‌شاه در فعالیتهای فکری و مذهبی اسماعیلیان ذکری نیامده، وقوع چنین تحولاتی، پیروزی و کامیابی بزرگ جریان فکری اسماعیلیه در کرمان عصر سلجوقی محسوب می‌شد. مخالفتها و بروز برخی اقدامات معترضانه علمای اهل سنت در این زمان نشان دهنده آن بود که شاه یا دستکم اطرافیانش در این زمان، تا سر حد تلاش برای رسمیت بخشیدن به مذهب اسماعیلی در کرمان نیز پیش رفتهاند و مردم را به تغییر آیین خود فرا میخواندند. سرانجام با ایجاد اغتشاش و بروز واکنشهای تند علمای اهل سنت و روحانیان مذهبی کرمان، فرجام تلخ ایران‌شاه و دولتش رقم خورد.
مخالفان ایران‌شاه پس از او اسماعیلیان را سرکوب کردند. ارسلان‌شاه و وزیرش ناصرالدوله بیش از همه اعمال خشونت، و اسماعیلیان کرمان را قتل‌عام کردند. در این زمان، خانه علما و بزرگان اسماعیلی غارت شد و کشتار برخی از بزرگان ایشان به دست ترکان، برآشفتگی کرمان افزود. با این همه اسماعیلیان دست از تکاپو برنداشتند و در اوضاعی سخت فعالیتهای تبلیغی خود را به صورت پنهانی ادامه دادند.
حمایت برخی اسماعیلیان از شاهزادگان سلجوقی کرمان، نشان از کوشش آنان برای به‌دست‌گرفتن مجدد قدرت در این شهر دارد. برای نمونه می‌توان به پشتیبانی اسماعیلیان از سلجوق‌شاه، یکی از فرزندان ارسلان‌شاه اشاره کرد که از بیم برادرش، محمدشاه به جیرفت گریخته بود. سلجوقشاه در جیرفت از سپاه برادر شکست خورد و به احساء و قطیف، مناطق شیعه‌نشین عمان، گریخت. آنجا نیز قرامطه از او حمایت کردند، به‌طوری‌که محمدشاه را بر آن داشت تا سپاهی را آماده نبرد ضد برادر کند. اگرچه سلجوق‌شاه در نتیجه مکاتبات محمدشاه با حاکمان عمانی دستگیر شد و مدتی را در حبس گذرانید، این ماجرا نشان از نفوذ اسماعیلیه حتی پس از افول قدرت در کرمان و داشتن روابط با برخی شاهزادگان سنی‌مذهب سلجوقی دارد.

### اوقاف

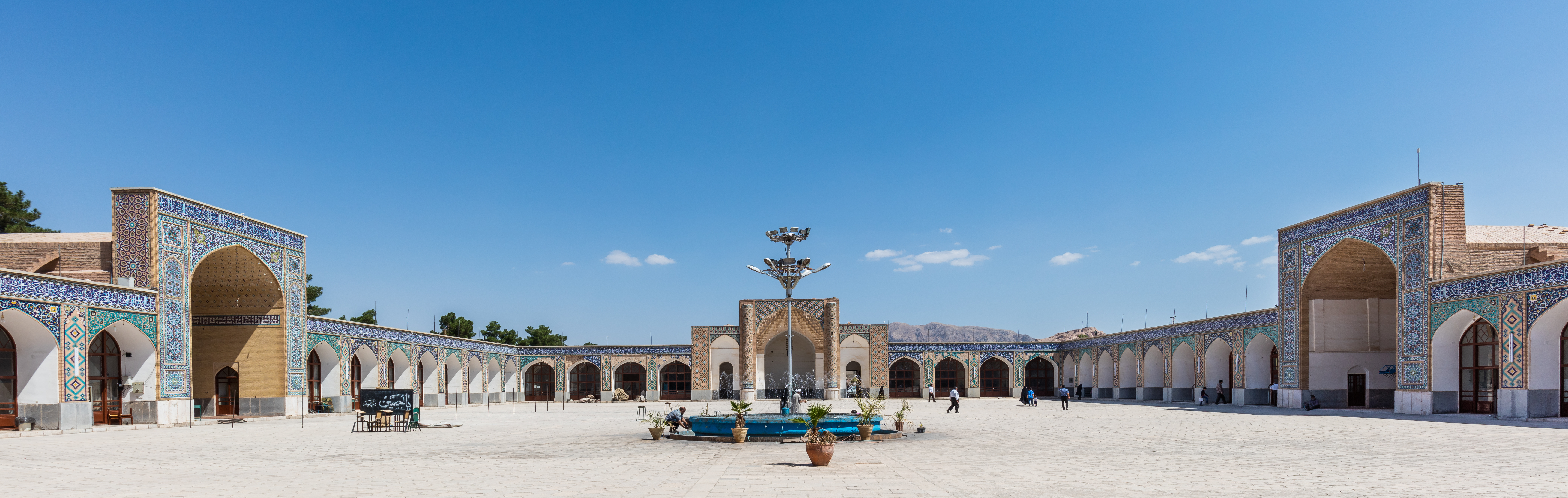
نمایی از مسجد ملک

موقوفات شهر کرمان در طول تاریخ در ارتباط با حاکمان این سرزمین صورت گرفته‌است. قدیمی‌ترین موقوفات برجای مانده در شهر کرمان، مربوط به قرن پنجم هجری می‌باشد. در این دوره، سلجوقیان در کرمان تحولات شهرسازی ایجاد کردند، به‌طوری‌که در بیرون شهر بنای حکومتی یا ارگ ساختند و در کنار آن، مسجد، مدرسه، خانقاه، بیمارستان، بازار و دیگر بناهای عام‌المنفعه را ایجاد نمودند و برای پایداری این ابنیه، موقوفاتی برای آن‌ها قرار دادند. بنای این ابنیه، تأثیر چندانی در وضع فرهنگی، آموزشی و اجتماعی کرمان نداشت؛ زیرا این امور موقتی بود. شاید این‌گونه تصور شود، که موقوفات آن‌ها باعث پایداری و بقای آن‌ها شود. یکی از این موقوفات باقی‌مانده از عهد سلاجقه در کرمان، محله شاه عادل است، که امروزه نیز به عنوان قدیمی‌ترین محله شهر کرمان به حساب می‌آید، که به مناسبت لقب حاکم به این نام معروف شده‌است. این محله صرفاً به منظور انتقال ترکان از خانه و محله‌های کرمان به محله جدید ایجاد شده‌است، بنابراین نمی‌تواند تأثیر چندانی بر امور اجتماعی یا فرهنگی کرمان در آن عهد داشته باشد. از دیگر موقوفات مشهور برجای مانده از این عهد، مجموعه مسجد ملک تورانشاه (مسجد ملک) است، که بنای آن در سال ۴۷۸ هجری به پایان رسیده‌است و تنها کارکردی مذهبی و دینی در شهر کرمان داشته‌است، اما از ساختن بناهای وقفی با کارکرد آموزشی و فرهنگی همانند دوران بعدی خبری نیست. در باب وقف مسجد ملک و اطراف آن، چنین آمده‌است: ارسلان شاه؛ فرزندان زیادی داشت. پسر بزرگش معزالدین و نام مادری اش زیتون خاتون بود. وی در کرمان موقوفاتی شامل مدرسه، کاروانسرا، آب‌انبار و… دارد، لقبش عصمت الدوله و موقوفاتش به «عصمتیه» معروف بود. موقوفات عصمتیه بقا و دوامی نداشت و چندی بعد در حملات و جنگ‌ها از میان رفت. البته عصمتیه سلجوقی با عصمتیه قراختایی فرق دارد. با این حال کرمان در دوره سلاجقه به واسطه موقوفات اندکی که داشت، یکی از آبادترین شهرهای ایران در آن زمان بود. حتی در دوران تیموری و قراقویونلو و آق قویونلو هم، در محدوده شهرهای آباد بود.

### وضعیت معماری و هنر

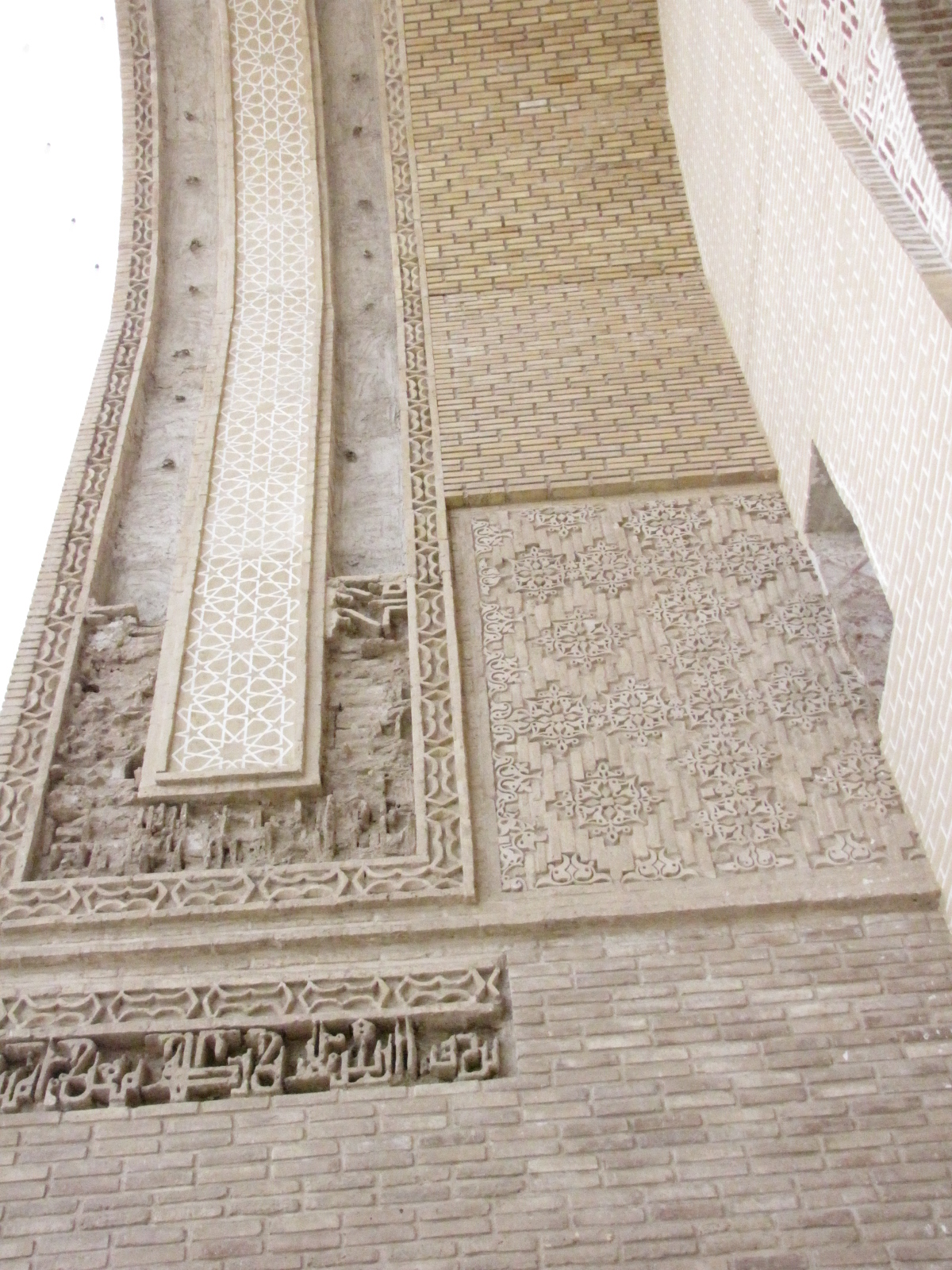
مسجد ملک، تزئینات آجری همراه با نوشته‌هایی به خط کوفی

#### معماری
هنر معماری اسلامی در این دوره، به کمال خود رسید و هنرمندان و معماران چیره‌دست آثار فراوانی پدید آوردند. سلجوقیان در معماری به عوامل و عناصری دست یافتند، که با آن‌ها بتوان مسجدی بزرگ با حیاط مرکزی و چهار ایوانی و شبستان مربع گنبددار به وجود آورد. این شیوه ساختمان، اساس معماری مذهبی و کاروانسرا و مدرسه‌سازی در ایران است. در این زمان مسجد در شکل پیشرفت کرده ایرانی خود دارای این ویژگی‌ها شد. در ابتدای محور طولی بنا، سر در ایوان قرار دارد که در برابر آن صحن باز واقع است. دو ایوان در محور طولی و دو ایوان در محور عرضی قرار دارند و شبستان‌های گنبددار در پشت طاق‌نماها واقع شده‌اند و در انتهای محور طولی مسجد، محراب جای گرفته‌است. این نوع نقشه و طرح را می‌توان در مسجد ملک (امام) مشاهده کرد. این بنای تاریخی که به دستور ملک قاورد سلجوقی ساخته شد، در حقیقت نمونه خوبی برای نشان دادن معماری عصر سلاجقه کرمان است. در این مسجد زیبا و کامل، بجز سبک‌های مختلف معماری، انواع خطوط کوفی و ثلث به کار رفته‌است علاوه بر مسجد، باید از مدرسه‌ها و کاروانسراها و مقبره‌های این دوره هم نام برد. بخش اعظم بناهای غیرمذهبی در این دوره، شامل کاروانسراهاست. اگرچه شبکه راه و ایجاد جاده‌های خوب، شاهرگ حیاتی تجارت یک کشور محسوب می‌شود، امّا در گذشته‌های دور، بدون وجود کاروانسراها و مسافرخانه‌ها و ایستگاه‌های میان راه، استفاده مطلوب از جاده امکان نداشت.
مقبره‌های دوره سلجوقی به دوگونه مختلف ساخته شده‌اند: به شکل برج و به شکل گنبد، با طرح‌های چهار ضلعی، چند ضلعی، دایره یا ترک‌دار. بیشتر مقبره‌های این دوره دو طبقه‌اند: طبقه بالا مسجد و طبقه زیر یا دخمه، جای دفن اجساد است. درون بیشتر این مقبره‌ها یک سقف یا قبه نیم دایره شکل قرار دارد و در خارج، متناسب با بدنه مقبره با گنبد هرمی یا مخروطی یا قبه‌ای پوشانیده شده‌اند که برای نمونه می‌توان به مقبره خواجه‌اتابک اشاره کرد.
در این دوره تزئینات سطوح خارجی دیوار بناها با آجر نماسازی می‌شده‌اند. کاربرد آجر در معماری این دوره بسیار رواج پیدا کرد و از انواع طرح‌های هندسی در آجر استفاده می‌شد. هنر آجر تراشی و تزیین بنا با آجرهای تراشیده، از قرن پنجم قمری در ایران معمول بوده‌است. در کنار این تزیینات بسیار زیبای آجری، کتیبه‌ها و خطوط تزیینی، با استفاده از آجر تراشیده، یکی از ویژگی‌های معماری سلجوقیان است.
ظروف سفالین سلجوقیان هم، به زیبایی کاشی‌های آن دوره ساخته می‌شد. ظروف باقی‌مانده از این دوره از نظر تزیین و رنگ‌آمیزی شامل ظروف مینایی، طلایی، فیروزه‌ای و ظروف سفید هستند، که اغلب بدنه این ظروف با مجالس بزم، رزم یا شکار مزین شده‌اند.

### علما، ادبیان و شعرا
در باب شعرا و ادیبان این دوره اطلاعات اندکی وجود دارد، با این حال می‌توان به شخصیت معروف این دوره در کرمان یعنی ابوحامد کرمانی اشاره کرد. وی علاوه بر کار دیوانی و تاریخ‌نویسی (نثر)، تخصصی در گفتن شعر به زبان فارسی و عربی داشت، به‌طوری‌که در متن تاریخ خود از مجلس مشاعره اتابک زنگی، قبل از لشکرکشی وی به کرمان در جریان جنگ‌های داخلی یاد کرده‌است. وی همچنین در طب نیز مهارت والایی داشت و مدتی بیمارستان و دارالشفا کرمان و یزد را کنترل می‌کرد. او رساله‌ای در باب بهداشت و پیش‌گیری بیماری‌ها نوشت که صلاح الصحاح فی حفظ الصحه نام دارد. از دیگر کتب و آثار وی می‌توان به عقدالعلی للموقف الاعلی، بدایع الازمان فی وقایع کرمان و المضاف الی بدایع الازمان فی وقایع کرمان اشاره کرد که همگی در باب تاریخ سیاسی و جغرافیای سیاسی کرمان نوشته شده‌اند.

## سلاطین سلجوقی کرمان
| سلطان         | آغاز سلطنت | پایان سلطنت | لقب                            | علت مرگ              | اقدامات مهم                                                        |
| قاورد         | ۴۴۰ ه‍.ق     | ۴۶۵ ه‍.ق      | قرا ارسلان                     | مسموم شدن یا خفه شدن | تشکیل حکومت، فتح سیستان، عمان، فارس و قفص و نبرد با سلاجقه         |
| کرمان‌شاه      | ۴۶۵ ه‍.ق     | ۴۶۶ ه‍.ق      | -                              | مرگ طبیعی            | -                                                                  |
| سلطان‌شاه      | ۴۶۶ ه‍.ق     | ۴۷۷ ه‍.ق      | رکن‌الدوله                      | استسقا               | صلح با ملکشاه بعد از درگیری‌های بین طرفین                           |
| توران‌شاه      | ۴۷۷ ه‍.ق     | ۴۹۰ ه‍.ق      | محیی‌الدین - عمادالدین و الدنیا | جراحت وارده در جنگ   | فتح فارس، سرکوب شورش عمان و ایستادگی در برابر ترکان‌خاتون           |
| ایران‌شاه      | ۴۹۰ ه‍.ق     | ۴۹۵ ه‍.ق      | بهاءالدین                      | قتل                  | ایستادگی در برابر سنجر                                             |
| ارسلان‌شاه     | ۴۹۵ ه‍.ق     | ۵۳۷ ه‍.ق      | محی‌الاسلام و المسلمین          | مرگ طبیعی            | رونق دادن به دین و مذهب، توجه به علم و هنر و بهبود روابط با سلاجقه |
| محمدشاه       | ۵۳۷ ه‍.ق     | ۵۵۱ ه‍.ق      | مغیث‌الدین و الدنیا             | مرگ طبیعی            | رونق دادن به علم و ایستادگی در برابر مسعود سلجوقی                  |
| طغرل‌شاه       | ۵۵۱ ه‍.ق     | ۵۶۳ ه‍.ق      | محی‌الدنیا و الدین              | مرگ طبیعی            | توجه به رعایا و گسترش تجارت                                        |
| بهرام‌شاه      | ۵۶۳ ه‍.ق     | ۵۷۰ ه‍.ق      | -                              | استسقا               | جنگ داخلی                                                          |
| ارسلان‌شاه دوم | ۵۷۰ ه‍.ق     | ۵۷۲ ه‍.ق      | -                              | جراحت وارده در جنگ   | جنگ داخلی                                                          |
| توران‌شاه دوم  | ۵۷۲ ه‍.ق     | ۵۷۹ ه‍.ق      | -                              | قتل                  | جنگ داخلی و سلطه غزان                                              |
| محمدشاه دوم   | ۵۷۹ ه‍.ق     | ۵۸۳ ه‍. ق     | -                              | مرگ طبیعی            | وی از غزان شکست خورد و گریخت و حکومت قاوردیان به پایان رسید.       |

|  |  |  |  |                              |                              |                              |                              |                              |                              |  |  | سلجوق بن دقاق                    |                                  |                                  |                                  |                                  |                                  |  |  |                              |                             |                             |                             |                             |                             |  |  |                                |                                |                                |                                |                                |                                |  |  |  |  |  |  |  |  |  |  |  |  |  |  |  |  |  |  |
|  |  |  |  |                              |                              |                              |                              |                              |                              |  |  |                                  |                                  |                                  |                                  |                                  |                                  |  |  |                              |                             |                             |                             |                             |                             |  |  |                                |                                |                                |                                |                                |                                |  |  |  |  |  |  |  |  |  |  |  |  |  |  |  |  |  |  |
|  |  |  |  |                              |                              |                              |                              |                              |                              |  |  | میکائیل‌ بن‌ دقاق                  |                                  |                                  |                                  |                                  |                                  |  |  |                              |                             |                             |                             |                             |                             |  |  |                                |                                |                                |                                |                                |                                |  |  |  |  |  |  |  |  |  |  |  |  |  |  |  |  |  |  |
|  |  |  |  |                              |                              |                              |                              |                              |                              |  |  |                                  |                                  |                                  |                                  |                                  |                                  |  |  |                              |                             |                             |                             |                             |                             |  |  |                                |                                |                                |                                |                                |                                |  |  |  |  |  |  |  |  |  |  |  |  |  |  |  |  |  |  |
|  |  |  |  |                              |                              |                              |                              |                              |                              |  |  | چغری‌بیگ                          |                                  |                                  |                                  |                                  |                                  |  |  |                              |                             |                             |                             |                             |                             |  |  |                                |                                |                                |                                |                                |                                |  |  |  |  |  |  |  |  |  |  |  |  |  |  |  |  |  |  |
|  |  |  |  |                              |                              |                              |                              |                              |                              |  |  |                                  |                                  |                                  |                                  |                                  |                                  |  |  |                              |                             |                             |                             |                             |                             |  |  |                                |                                |                                |                                |                                |                                |  |  |  |  |  |  |  |  |  |  |  |  |  |  |  |  |  |  |
|  |  |  |  |                              |                              |                              |                              |                              |                              |  |  | ملک‌قاورد نخستین شاه آل‌قاورد      |                                  |                                  |                                  |                                  |                                  |  |  |                              |                             |                             |                             |                             |                             |  |  |                                |                                |                                |                                |                                |                                |  |  |  |  |  |  |  |  |  |  |  |  |  |  |  |  |  |  |
|  |  |  |  |                              |                              |                              |                              |                              |                              |  |  |                                  |                                  |                                  |                                  |                                  |                                  |  |  |                              |                             |                             |                             |                             |                             |  |  |                                |                                |                                |                                |                                |                                |  |  |  |  |  |  |  |  |  |  |  |  |  |  |  |  |  |  |
|  |  |  |  |                              |                              |                              |                              |                              |                              |  |  |                                  |                                  |                                  |                                  |                                  |                                  |  |  |                              |                             |                             |                             |                             |                             |  |  |                                |                                |                                |                                |                                |                                |  |  |  |  |  |  |  |  |  |  |  |  |  |  |  |  |  |  |
|  |  |  |  | توران‌شاه چهارمین شاه آل‌قاورد | توران‌شاه چهارمین شاه آل‌قاورد | توران‌شاه چهارمین شاه آل‌قاورد | توران‌شاه چهارمین شاه آل‌قاورد | توران‌شاه چهارمین شاه آل‌قاورد | توران‌شاه چهارمین شاه آل‌قاورد |  |  | سلطان‌شاه سومین شاه آل‌قاورد       | سلطان‌شاه سومین شاه آل‌قاورد       | سلطان‌شاه سومین شاه آل‌قاورد       | سلطان‌شاه سومین شاه آل‌قاورد       | سلطان‌شاه سومین شاه آل‌قاورد       | سلطان‌شاه سومین شاه آل‌قاورد       |  |  | کرمان‌شاه دومین شاه آل‌قاورد   | کرمان‌شاه دومین شاه آل‌قاورد  | کرمان‌شاه دومین شاه آل‌قاورد  | کرمان‌شاه دومین شاه آل‌قاورد  | کرمان‌شاه دومین شاه آل‌قاورد  | کرمان‌شاه دومین شاه آل‌قاورد  |  |  |                                |                                |                                |                                |                                |                                |  |  |  |  |  |  |  |  |  |  |  |  |  |  |  |  |  |  |
|  |  |  |  | توران‌شاه چهارمین شاه آل‌قاورد | توران‌شاه چهارمین شاه آل‌قاورد | توران‌شاه چهارمین شاه آل‌قاورد | توران‌شاه چهارمین شاه آل‌قاورد | توران‌شاه چهارمین شاه آل‌قاورد | توران‌شاه چهارمین شاه آل‌قاورد |  |  | سلطان‌شاه سومین شاه آل‌قاورد       | سلطان‌شاه سومین شاه آل‌قاورد       | سلطان‌شاه سومین شاه آل‌قاورد       | سلطان‌شاه سومین شاه آل‌قاورد       | سلطان‌شاه سومین شاه آل‌قاورد       | سلطان‌شاه سومین شاه آل‌قاورد       |  |  | کرمان‌شاه دومین شاه آل‌قاورد   | کرمان‌شاه دومین شاه آل‌قاورد  | کرمان‌شاه دومین شاه آل‌قاورد  | کرمان‌شاه دومین شاه آل‌قاورد  | کرمان‌شاه دومین شاه آل‌قاورد  | کرمان‌شاه دومین شاه آل‌قاورد  |  |  |                                |                                |                                |                                |                                |                                |  |  |  |  |  |  |  |  |  |  |  |  |  |  |  |  |  |  |
|  |  |  |  | ایران‌شاه پنجمین شاه آل‌قاورد  | ایران‌شاه پنجمین شاه آل‌قاورد  | ایران‌شاه پنجمین شاه آل‌قاورد  | ایران‌شاه پنجمین شاه آل‌قاورد  | ایران‌شاه پنجمین شاه آل‌قاورد  | ایران‌شاه پنجمین شاه آل‌قاورد  |  |  |                                  |                                  |                                  |                                  |                                  |                                  |  |  | ارسلان‌شاه ششمین شاه آل‌قاورد  | ارسلان‌شاه ششمین شاه آل‌قاورد | ارسلان‌شاه ششمین شاه آل‌قاورد | ارسلان‌شاه ششمین شاه آل‌قاورد | ارسلان‌شاه ششمین شاه آل‌قاورد | ارسلان‌شاه ششمین شاه آل‌قاورد |  |  |                                |                                |                                |                                |                                |                                |  |  |  |  |  |  |  |  |  |  |  |  |  |  |  |  |  |  |
|  |  |  |  | ایران‌شاه پنجمین شاه آل‌قاورد  | ایران‌شاه پنجمین شاه آل‌قاورد  | ایران‌شاه پنجمین شاه آل‌قاورد  | ایران‌شاه پنجمین شاه آل‌قاورد  | ایران‌شاه پنجمین شاه آل‌قاورد  | ایران‌شاه پنجمین شاه آل‌قاورد  |  |  |                                  |                                  |                                  |                                  |                                  |                                  |  |  | ارسلان‌شاه ششمین شاه آل‌قاورد  | ارسلان‌شاه ششمین شاه آل‌قاورد | ارسلان‌شاه ششمین شاه آل‌قاورد | ارسلان‌شاه ششمین شاه آل‌قاورد | ارسلان‌شاه ششمین شاه آل‌قاورد | ارسلان‌شاه ششمین شاه آل‌قاورد |  |  |                                |                                |                                |                                |                                |                                |  |  |  |  |  |  |  |  |  |  |  |  |  |  |  |  |  |  |
|  |  |  |  |                              |                              |                              |                              |                              |                              |  |  |                                  |                                  |                                  |                                  |                                  |                                  |  |  | محمدشاه هفتمین شاه آل‌قاورد   |                             |                             |                             |                             |                             |  |  |                                |                                |                                |                                |                                |                                |  |  |  |  |  |  |  |  |  |  |  |  |  |  |  |  |  |  |
|  |  |  |  |                              |                              |                              |                              |                              |                              |  |  |                                  |                                  |                                  |                                  |                                  |                                  |  |  |                              |                             |                             |                             |                             |                             |  |  |                                |                                |                                |                                |                                |                                |  |  |  |  |  |  |  |  |  |  |  |  |  |  |  |  |  |  |
|  |  |  |  |                              |                              |                              |                              |                              |                              |  |  |                                  |                                  |                                  |                                  |                                  |                                  |  |  | طغرل‌شاه هشتمین شاه آل‌قاورد   |                             |                             |                             |                             |                             |  |  |                                |                                |                                |                                |                                |                                |  |  |  |  |  |  |  |  |  |  |  |  |  |  |  |  |  |  |
|  |  |  |  |                              |                              |                              |                              |                              |                              |  |  |                                  |                                  |                                  |                                  |                                  |                                  |  |  |                              |                             |                             |                             |                             |                             |  |  |                                |                                |                                |                                |                                |                                |  |  |  |  |  |  |  |  |  |  |  |  |  |  |  |  |  |  |
|  |  |  |  |                              |                              |                              |                              |                              |                              |  |  |                                  |                                  |                                  |                                  |                                  |                                  |  |  |                              |                             |                             |                             |                             |                             |  |  |                                |                                |                                |                                |                                |                                |  |  |  |  |  |  |  |  |  |  |  |  |  |  |  |  |  |  |
|  |  |  |  |                              |                              |                              |                              |                              |                              |  |  | توران‌شاه‌دوم یازدهمین شاه آل‌قاورد | توران‌شاه‌دوم یازدهمین شاه آل‌قاورد | توران‌شاه‌دوم یازدهمین شاه آل‌قاورد | توران‌شاه‌دوم یازدهمین شاه آل‌قاورد | توران‌شاه‌دوم یازدهمین شاه آل‌قاورد | توران‌شاه‌دوم یازدهمین شاه آل‌قاورد |  |  | بهرام‌شاه نهمین شاه آل‌قاورد   | بهرام‌شاه نهمین شاه آل‌قاورد  | بهرام‌شاه نهمین شاه آل‌قاورد  | بهرام‌شاه نهمین شاه آل‌قاورد  | بهرام‌شاه نهمین شاه آل‌قاورد  | بهرام‌شاه نهمین شاه آل‌قاورد  |  |  | ارسلان‌شاه‌دوم دهمین شاه آل‌قاورد | ارسلان‌شاه‌دوم دهمین شاه آل‌قاورد | ارسلان‌شاه‌دوم دهمین شاه آل‌قاورد | ارسلان‌شاه‌دوم دهمین شاه آل‌قاورد | ارسلان‌شاه‌دوم دهمین شاه آل‌قاورد | ارسلان‌شاه‌دوم دهمین شاه آل‌قاورد |  |  |  |  |  |  |  |  |  |  |  |  |  |  |  |  |  |  |
|  |  |  |  |                              |                              |                              |                              |                              |                              |  |  | توران‌شاه‌دوم یازدهمین شاه آل‌قاورد | توران‌شاه‌دوم یازدهمین شاه آل‌قاورد | توران‌شاه‌دوم یازدهمین شاه آل‌قاورد | توران‌شاه‌دوم یازدهمین شاه آل‌قاورد | توران‌شاه‌دوم یازدهمین شاه آل‌قاورد | توران‌شاه‌دوم یازدهمین شاه آل‌قاورد |  |  | بهرام‌شاه نهمین شاه آل‌قاورد   | بهرام‌شاه نهمین شاه آل‌قاورد  | بهرام‌شاه نهمین شاه آل‌قاورد  | بهرام‌شاه نهمین شاه آل‌قاورد  | بهرام‌شاه نهمین شاه آل‌قاورد  | بهرام‌شاه نهمین شاه آل‌قاورد  |  |  | ارسلان‌شاه‌دوم دهمین شاه آل‌قاورد | ارسلان‌شاه‌دوم دهمین شاه آل‌قاورد | ارسلان‌شاه‌دوم دهمین شاه آل‌قاورد | ارسلان‌شاه‌دوم دهمین شاه آل‌قاورد | ارسلان‌شاه‌دوم دهمین شاه آل‌قاورد | ارسلان‌شاه‌دوم دهمین شاه آل‌قاورد |  |  |  |  |  |  |  |  |  |  |  |  |  |  |  |  |  |  |
|  |  |  |  |                              |                              |                              |                              |                              |                              |  |  |                                  |                                  |                                  |                                  |                                  |                                  |  |  | محمدشاه‌دوم آخرین شاه آل‌قاورد |                             |                             |                             |                             |                             |  |  |                                |                                |                                |                                |                                |                                |  |  |  |  |  |  |  |  |  |  |  |  |  |  |  |  |  |  |